# Liste des épisodes des Simpson
Cet article présente la liste des épisodes des Simpson dans l'ordre de la première diffusion américaine.

## Panorama des saisons
Le 8 avril 2015, Al Jean annonce sur son compte Twitter qu'il n'y aura plus de sortie DVD pour les années suivantes en raison de l'augmentation de la vidéo à la demande. La 20th Century Studios Home Entertainment a aussi annoncé que les DVD n'étaient plus assez rentables au fil des années. Il semble probable que la dix-septième saison soit la dernière à avoir été commercialisée en coffret (autre que la vingtième saison commercialisée  pour célébrer le vingtième anniversaire de la série).
Cependant, après plus de deux années sans avoir aucune nouvelle et possible sortie DVD Al Jean annonce le 22 juillet 2017 durant la San Diego Comic-Con   que la commercialisation des DVD est de retour. Ainsi, la saison 18 sort en DVD le 5 décembre 2017 aux États-Unis et le 20 décembre 2017 en France.
| Saison | Saison | Épisodes | Diffusion originale | Diffusion originale | Sortie DVD/Blu-ray       | Sortie DVD           | Sortie DVD/Blu-ray      |
| Saison | Saison | Épisodes | Début de saison     | Fin de saison       | Zone 1 (dont États-Unis) | Zone 2 (dont France) | Zone 4 (dont Australie) |
| ------ | ------ | -------- | ------------------- | ------------------- | ------------------------ | -------------------- | ----------------------- |
|        | 1      | 13       | 17 décembre 1989    | 13 mai 1990         | 25 septembre 2001        | 10 octobre 2001      | 16 octobre 2001         |
|        | 2      | 22       | 11 octobre 1990     | 11 juillet 1991     | 6 août 2002              | 26 juin 2002         | 23 juillet 2002         |
|        | 3      | 24       | 19 septembre 1991   | 27 août 1992        | 26 août 2003             | 7 novembre 2003      | 22 octobre 2003         |
|        | 4      | 22       | 24 septembre 1992   | 13 mai 1993         | 15 juin 2004             | 29 septembre 2004    | 25 août 2004            |
|        | 5      | 22       | 30 septembre 1993   | 19 mai 1994         | 21 décembre 2004         | 25 mai 2005          | 23 mars 2005            |
|        | 6      | 25       | 4 septembre 1994    | 21 mai 1995         | 16 août 2005             | 16 novembre 2005     | 28 septembre 2005       |
|        | 7      | 25       | 17 septembre 1995   | 19 mai 1996         | 13 décembre 2005         | 12 avril 2006        | 26 mars 2006            |
|        | 8      | 25       | 27 octobre 1996     | 18 mai 1997         | 15 août 2006             | 29 novembre 2006     | 27 septembre 2006       |
|        | 9      | 25       | 21 septembre 1997   | 17 mai 1998         | 19 décembre 2006         | 4 avril 2007         | 21 mars 2007            |
|        | 10     | 23       | 23 août 1998        | 16 mai 1999         | 7 août 2007              | 29 août 2007         | 26 septembre 2007       |
|        | 11     | 22       | 26 septembre 1999   | 21 mai 2000         | 7 octobre 2008           | 22 octobre 2008      | 5 novembre 2008         |
|        | 12     | 21       | 1er novembre 2000   | 20 mai 2001         | 18 août 2009             | 14 octobre 2009      | 2 septembre 2009        |
|        | 13     | 22       | 6 novembre 2001     | 22 mai 2002         | 24 août 2010             | 13 octobre 2010      | 1er décembre 2010       |
|        | 14     | 22       | 3 novembre 2002     | 18 mai 2003         | 6 décembre 2011          | 16 novembre 2011     | 2 novembre 2011         |
|        | 15     | 22       | 2 novembre 2003     | 23 mai 2004         | 4 décembre 2012          | 5 décembre 2012      | 12 décembre 2012        |
|        | 16     | 21       | 7 novembre 2004     | 15 mai 2005         | 3 décembre 2013          | 4 décembre 2013      | 11 décembre 2013        |
|        | 17     | 22       | 11 septembre 2005   | 21 mai 2006         | 2 décembre 2014          | 1 décembre 2014      | 3 décembre 2014         |
|        | 18     | 22       | 10 septembre 2006   | 20 mai 2007         | 5 décembre 2017          | 20 décembre 2017     | 11 décembre 2017        |
|        | 19     | 20       | 23 septembre 2007   | 18 mai 2008         | 3 décembre 2019          | 4 décembre 2019      | 11 décembre 2019        |
|        | 20     | 21       | 28 septembre 2008   | 17 mai 2009         | 12 janvier 2010          | 24 novembre 2010     | 20 janvier 2010         |
|        | 21     | 23       | 27 septembre 2009   | 23 mai 2010         |                          |                      |                         |
|        | 22     | 22       | 26 septembre 2010   | 22 mai 2011         |                          |                      |                         |
|        | 23     | 22       | 25 septembre 2011   | 20 mai 2012         |                          |                      |                         |
|        | 24     | 22       | 30 septembre 2012   | 19 mai 2013         |                          |                      |                         |
|        | 25     | 22       | 29 septembre 2013   | 18 mai 2014         |                          |                      |                         |
|        | 26     | 22       | 28 septembre 2014   | 17 mai 2015         |                          |                      |                         |
|        | 27     | 22       | 27 septembre 2015   | 22 mai 2016         |                          |                      |                         |
|        | 28     | 22       | 25 septembre 2016   | 21 mai 2017         |                          |                      |                         |
|        | 29     | 21       | 1er octobre 2017    | 20 mai 2018         |                          |                      |                         |
|        | 30     | 23       | 30 septembre 2018   | 12 mai 2019         |                          |                      |                         |
|        | 31     | 22       | 29 septembre 2019   | 17 mai 2020         |                          |                      |                         |
|        | 32     | 22       | 27 septembre 2020   | 23 mai 2021         |                          |                      |                         |
|        | 33     | 22       | 26 septembre 2021   | 22 mai 2022         |                          |                      |                         |
|        | 34     | 22       | 25 septembre 2022   | 21 mai 2023         |                          |                      |                         |
|        | 35     | 18       | 1er octobre 2023    | 19 mai 2024         |                          |                      |                         |
|        | 36     | 22       | 29 septembre 2024   | 18 mai 2025         |                          |                      |                         |

## Liste des épisodes

### Saison 1 (1989-1990)
Diffusée aux États-Unis entre le 17 décembre 1989 et le 13 mai 1990, cette saison comprend treize épisodes :
| №  | #  | Titre français                  | Titre original                    | Titre québécois                     | Code de production |
| -- | -- | ------------------------------- | --------------------------------- | ----------------------------------- | ------------------ |
| 1  | 1  | Noël mortel                     | Simpsons Roasting on an Open Fire | Homer au nez rouge                  | 7G08               |
| 2  | 2  | Bart le génie                   | Bart the Genius                   | Bart le génie                       | 7G02               |
| 3  | 3  | Un atome de bon sens            | Homer's Odyssey                   | L'Odyssée d'Homer                   | 7G03               |
| 4  | 4  | Simpsonothérapie                | There's No Disgrace Like Home     | On est pas si pires                 | 7G04               |
| 5  | 5  | Terreur à la récré              | Bart the General                  | Bart s'en va-t-en guerre            | 7G05               |
| 6  | 6  | Ste Lisa Blues                  | Moaning Lisa                      | Les blues de Lisa                   | 7G06               |
| 7  | 7  | L'Abominable Homme des bois     | The Call of the Simpsons          | Les Simpson, coureurs de bois       | 7G09               |
| 8  | 8  | Bart a perdu la tête            | The Telltale Head                 | Bart, chasseur de tête              | 7G07               |
| 9  | 9  | Marge perd la boule             | Life on the Fast Lane             | Marge prend sa revanche             | 7G11               |
| 10 | 10 | L'Odyssée d'Homer               | Homer's Night Out                 | Homer fait une virée                | 7G10               |
| 11 | 11 | L'Espion qui venait de chez moi | The Crepes of Wrath               | Bart au grand cru                   | 7G13               |
| 12 | 12 | Un clown à l'ombre              | Krusty Gets Busted                | Mauvaise passe pour Krusty le clown | 7G12               |
| 13 | 13 | Une soirée d'enfer              | Some Enchanted Evening            | Une soirée romantique               | 7G01               |

### Saison 2 (1990-1991)
Diffusée aux États-Unis entre le 11 octobre 1990 et le 11 juillet 1991, cette saison comprend vingt-deux épisodes :
| №  | #  | Titre français                        | Titre original                                      | Titre québécois          | Code de production |
| -- | -- | ------------------------------------- | --------------------------------------------------- | ------------------------ | ------------------ |
| 14 | 1  | Aide-toi, le ciel t'aidera            | Bart Gets an F                                      | Mauvais quart d'heure    | 7F03               |
| 15 | 2  | Simpson et Delila                     | Simpson and Delilah                                 | Simpson et Dalilah       | 7F02               |
| 16 | 3  | Simpson Horror Show                   | Treehouse of Horror                                 | Spécial d'Halloween I    | 7F04               |
| 17 | 4  | Sous le signe du poisson              | Two Cars in Every Garage & Three Eyes on Every Fish | Poisson nucléaire        | 7F01               |
| 18 | 5  | Le Dieu du stade                      | Dancin' Homer                                       | Homer la mascotte        | 7F05               |
| 19 | 6  | Mini golf, maxi beauf                 | Dead Putting Society                                | La crise du mini-golf    | 7F08               |
| 20 | 7  | La Fugue de Bart                      | Bart vs. Thanksgiving                               | Mauvaise farce           | 7F07               |
| 21 | 8  | Le Saut de la mort                    | Bart the Daredevil                                  | Bart le casse-cou        | 7F06               |
| 22 | 9  | Tous à la manif                       | Itchy & Scratchy & Marge                            | Marge à l’attaque        | 7F09               |
| 23 | 10 | Toute la vérité, rien que la vérité   | Bart Gets Hit by a Car                              | Accident de parcours     | 7F10               |
| 24 | 11 | Un poisson nommé Fugu                 | One Fish, Two Fish, Blowfish, Blue Fish             | Le testament de Homer    | 7F11               |
| 25 | 12 | Il était une fois Homer et Marge      | The Way We Was                                      | Nos belles années        | 7F12               |
| 26 | 13 | Tu ne déroberas point                 | Homer vs. Lisa and the 8th Commandment              | Le 8e commandement       | 7F13               |
| 27 | 14 | Jamais deux sans toi                  | Principal Charming                                  | L’âme sœur               | 7F15               |
| 28 | 15 | Fluctuat Homergitur                   | Oh Brother, Where Art Thou?                         | Le frère prodigue        | 7F16               |
| 29 | 16 | Une vie de chien                      | Bart's Dog Gets An F                                | Chien fou                | 7F14               |
| 30 | 17 | Un amour de grand-père                | Old Money                                           | L’héritage               | 7F17               |
| 31 | 18 | Le Pinceau qui tue                    | Brush with Greatness                                | Beauté intérieure        | 7F18               |
| 32 | 19 | Mon prof, ce héros au sourire si doux | Lisa's Substitute                                   | Le béguin de Lisa        | 7F19               |
| 33 | 20 | La Guerre des Simpson                 | The War of the Simpsons                             | La guerre des Simpson    | 7F20               |
| 34 | 21 | Un pour tous, tous contre un          | Three Men and a Comic Book                          | Trois hommes et une bédé | 7F21               |
| 35 | 22 | Le sang, c'est de l'argent            | Blood Feud                                          | Transfusion sanguine     | 7F22               |

### Saison 3 (1991-1992)
Diffusée aux États-Unis entre le 19 septembre 1991 et le 27 août 1992, cette saison comprend vingt-quatre épisodes :
| №  | #  | Titre français                | Titre original                   | Titre québécois         | Code de production |
| -- | -- | ----------------------------- | -------------------------------- | ----------------------- | ------------------ |
| 36 | 1  | Mon pote Michael Jackson      | Stark Raving Dad                 | Lobot-Homer             | 7F24               |
| 37 | 2  | Lisa va à Washington          | Mr. Lisa Goes to Washington      | Lisa va à Washington    | 8F01               |
| 38 | 3  | Le Palais du Gaucher          | When Flanders Failed             | Flanders fait faillite  | 7F23               |
| 39 | 4  | Le Petit Parrain              | Bart the Murderer                | Bart le meurtrier       | 8F03               |
| 40 | 5  | Une belle simpsonnerie        | Homer Defined                    | Homer au dictionnaire   | 8F04               |
| 41 | 6  | Tel père, tel clown           | Like Father, Like Clown          | Tel père, tel clown     | 8F05               |
| 42 | 7  | Simpson Horror Show II        | Treehouse of Horror II           | Spécial d'Halloween II  | 8F02               |
| 43 | 8  | Le Poney de Lisa              | Lisa's Pony                      | Le poney de Lisa        | 8F06               |
| 44 | 9  | Un père dans la course        | Saturdays of Thunder             | Bartmobile              | 8F07               |
| 45 | 10 | Un cocktail d'enfer           | Flaming Moe's                    | Un flambé à la Moe      | 8F08               |
| 46 | 11 | Burns Verkaufen der Kraftwerk | Burns Verkaufen der Kraftwerk    | Burns vend la centrale  | 8F09               |
| 47 | 12 | Vive les mariés               | I Married Marge                  | J'ai épousé Marge       | 8F10               |
| 48 | 13 | Un puits de mensonges         | Radio Bart                       | Radio Bart              | 8F11               |
| 49 | 14 | L'Enfer du jeu                | Lisa the Greek                   | Les Pronostics de Lisa  | 8F12               |
| 50 | 15 | Homer au foyer                | Homer Alone                      | Homer joue à la maman   | 8F14               |
| 51 | 16 | Bart le tombeur               | Bart the Lover                   | Bart l’amoureux         | 8F16               |
| 52 | 17 | Homer la foudre               | Homer At The Bat                 | Homer au bâton          | 8F13               |
| 53 | 18 | Le Flic et la Rebelle         | Separate Vocations               | Vocations différentes   | 8F15               |
| 54 | 19 | Chienne de vie                | Dog of Death                     | La Mort d’un chien      | 8F17               |
| 55 | 20 | Imprésario de mon cœur        | Colonel Homer                    | Colonel Homer           | 8F19               |
| 56 | 21 | La Veuve noire                | Black Widower                    | La veuve noire          | 8F20               |
| 57 | 22 | Le Permis d'Otto Bus          | The Otto Show                    | Le show d'Otto          | 8F21               |
| 58 | 23 | Séparés par l'amour           | Bart's Friend Falls in Love      | Milhouse tombe amoureux | 8F22               |
| 59 | 24 | Le Retour du frère prodigue   | Brother Can You Spare Two Dimes? | L’invention             | 8F23               |

### Saison 4 (1992-1993)
Diffusée aux États-Unis entre le 24 septembre 1992 et le 13 mai 1993, cette saison comprend vingt-deux épisodes :
| №  | #  | Titre français                     | Titre original                             | Titre québécois             | Code de production |
| -- | -- | ---------------------------------- | ------------------------------------------ | --------------------------- | ------------------ |
| 60 | 1  | Les Jolies Colonies de vacances    | Kamp Krusty                                | Le Camp de Krusty           | 8F24               |
| 61 | 2  | Un tramway nommé Marge             | A Streetcar Named Marge                    | Un Tramway nommé Marge      | 8F18               |
| 62 | 3  | Homer l'hérétique                  | Homer the Heretic                          | Homer l’hérétique           | 9F01               |
| 63 | 4  | Lisa, la reine de beauté           | Lisa the Beauty Queen                      | Lisa la reine de beauté     | 9F02               |
| 64 | 5  | Simpson Horror Show III            | Treehouse of Horror III                    | Spécial d'Halloween III     | 9F04               |
| 65 | 6  | Itchy et Scratchy, le film         | Itchy and Scratchy: The Movie              | Itchy et Scratchy: Le film  | 9F03               |
| 66 | 7  | Marge a trouvé un boulot           | Marge Gets a Job                           | Marge se trouve un emploi   | 9F05               |
| 67 | 8  | La Plus Belle du quartier          | New Kid on the Block                       | De nouveaux voisins         | 9F06               |
| 68 | 9  | Monsieur Chasse-neige              | Mr. Plow                                   | Le chasse-neige             | 9F07               |
| 69 | 10 | Le Premier Mot de Lisa             | Lisa's First Word                          | Le premier mot de Lisa      | 9F08               |
| 70 | 11 | Oh la crise... cardiaque !         | Homer's Triple Bypass                      | Triple pontage pour Homer   | 9F09               |
| 71 | 12 | Le Monorail                        | Marge vs. the Monorail                     | Marge contre le monorail    | 9F10               |
| 72 | 13 | Le Choix de Selma                  | Selma's Choice                             | Le Choix de Selma           | 9F11               |
| 73 | 14 | Le Grand Frère                     | Brother from the Same Planet               | Frère de la même planète    | 9F12               |
| 74 | 15 | J'aime Lisa                        | I Love Lisa                                | J'aime Lisa                 | 9F13               |
| 75 | 16 | Ne lui jetez pas la première bière | Duffless                                   | La Bonne bière Duff         | 9F14               |
| 76 | 17 | Grève à la centrale                | Last Exit to Springfield                   | Dernier arrêt à Springfield | 9F15               |
| 77 | 18 | Poisson d'avril                    | So It's Come To This: A Simpsons Clip Show | Poisson d’avril             | 9F17               |
| 78 | 19 | Le Roi du dessin animé             | The Front                                  | Le pseudonyme               | 9F16               |
| 79 | 20 | Le Jour de la raclée               | Whacking Day                               | Le jour de la frappe        | 9F18               |
| 80 | 21 | Marge à l'ombre                    | Marge In Chains                            | Marge en prison             | 9F20               |
| 81 | 22 | Krusty, le retour                  | Krusty Gets Kancelled                      | Krusty perd son émission    | 9F19               |

### Saison 5 (1993-1994)
Diffusée aux États-Unis entre le 30 septembre 1993 et le 19 mai 1994, cette saison comprend vingt-deux épisodes :
| №   | #  | Titre français                  | Titre original                          | Titre québécois               | Code de production |
| --- | -- | ------------------------------- | --------------------------------------- | ----------------------------- | ------------------ |
| 82  | 1  | Le Quatuor d'Homer              | Homer's Barbershop Quartet              | Homer chante en harmonie      | 9F21               |
| 83  | 2  | Lac Terreur                     | Cape Fear                               | Le cap de la peur             | 9F22               |
| 84  | 3  | Homer va à la fac               | Homer Goes to College                   | Homer va à la fac             | 1F02               |
| 85  | 4  | Rosebud                         | Rosebud                                 | Bobo                          | 1F01               |
| 86  | 5  | Simpson Horror Show IV          | Treehouse of Horror IV                  | Spécial d'Halloween IV        | 1F04               |
| 87  | 6  | Marge en cavale                 | Marge on the Lam                        | Marge en cavale               | 1F03               |
| 88  | 7  | Bart enfant modèle              | Bart's Inner Child                      | Bart l'enfant modèle          | 1F05               |
| 89  | 8  | Scout un jour, scout toujours   | Boy Scoutz 'n the Hood                  | Scout un jour, scout toujours | 1F06               |
| 90  | 9  | La Dernière Tentation d'Homer   | The Last Temptation of Homer            | La Dernière tentation d'Homer | 1F07               |
| 91  | 10 | L'Enfer du jeu                  | $pringfield                             | L'Enfer du jeu                | 1F08               |
| 92  | 11 | Erreur sur la ville             | Homer the Vigilante                     | Erreur sur la ville           | 1F09               |
| 93  | 12 | Bart devient célèbre            | Bart Gets Famous                        | Bart devient célèbre          | 1F11               |
| 94  | 13 | Le Blues d'Apu                  | Homer and Apu                           | Le blues d'Apu                | 1F10               |
| 95  | 14 | Lisa s'en va-t-en guerre        | Lisa vs. Malibu Stacy                   | Lisa s'en va-t-en guerre      | 1F12               |
| 96  | 15 | Homer dans l'espace             | Deep Space Homer                        | Homer dans l'espace           | 1F13               |
| 97  | 16 | Homer aime Flanders             | Homer Loves Flanders                    | Homer aime Flanders           | 1F14               |
| 98  | 17 | Mon pote l'éléphant             | Bart Gets an Elephant                   | Mon pote l'éléphant           | 1F15               |
| 99  | 18 | L'Héritier de Burns             | Burns' Heir                             | L'héritier de Burns           | 1F16               |
| 100 | 19 | Un ennemi très cher             | Sweet Seymour Skinner's Baadasssss Song | Un ennemi très cher           | 1F18               |
| 101 | 20 | Le Garçon qui en savait trop    | The Boy Who Knew Too Much               | Le Garçon qui en savait trop  | 1F19               |
| 102 | 21 | L'Amoureux de Grand-Mère        | Lady Bouvier's Lover                    | L'Amant de Grand-Mère         | 1F21               |
| 103 | 22 | Les Secrets d'un mariage réussi | Secrets of a Successful Marriage        | Les Secrets du mariage réussi | 1F20               |

### Saison 6 (1994-1995)
Diffusée aux États-Unis entre le 4 septembre 1994 et le 21 mai 1995, cette saison comprend vingt-cinq épisodes :
| №   | #  | Titre français                           | Titre original               | Titre québécois                              | Code de production |
| --- | -- | ---------------------------------------- | ---------------------------- | -------------------------------------------- | ------------------ |
| 104 | 1  | Bart des ténèbres                        | Bart of Darkness             | Bart des ténèbres                            | 1F22               |
| 105 | 2  | La Rivale de Lisa                        | Lisa's Rival                 | La Rivale de Lisa                            | 1F17               |
| 106 | 3  | L'Amour à la Simpson                     | Another Simpsons Clip Show   | Histoire d'amour                             | 2F33               |
| 107 | 4  | Itchy et Scratchy Land                   | Itchy & Scratchy Land        | Le Monde de Itchy et Scratchy                | 2F01               |
| 108 | 5  | Le maire est amer                        | Sideshow Bob Roberts         | Le retour de Sideshow Bob                    | 2F02               |
| 109 | 6  | Simpson Horror Show V                    | Treehouse of Horror V        | Spécial d'Halloween V                        | 2F03               |
| 110 | 7  | La Petite Amie de Bart                   | Bart's Girlfriend            | La petite amie de Bart                       | 2F04               |
| 111 | 8  | Le Hockey qui tue                        | Lisa on Ice                  | Lisa gardien de but                          | 2F05               |
| 112 | 9  | Pervers Homer                            | Homer: Badman                | Méchant, méchant                             | 2F06               |
| 113 | 10 | La Potion magique                        | Grampa vs. Sexual Inadequacy | Le tonique                                   | 2F07               |
| 114 | 11 | La Peur de l'avion                       | Fear of Flying               | La peur de voler                             | 2F08               |
| 115 | 12 | Homer le grand                           | Homer the Great              | Homer le grand                               | 2F09               |
| 116 | 13 | Et avec Maggie ça fait trois             | And Maggie Makes Three       | Et de trois pour Maggie                      | 2F10               |
| 117 | 14 | La Comète de Bart                        | Bart's Comet                 | La Comète de Bart                            | 2F11               |
| 118 | 15 | Homer le clown                           | Homie the Clown              | Homer le clown                               | 2F12               |
| 119 | 16 | Bart contre l'Australie                  | Bart vs. Australia           | Bart se rend en Australie                    | 2F13               |
| 120 | 17 | Mes sorcières détestées                  | Homer vs. Patty & Selma      | Homer contre Patty & Selma                   | 2F14               |
| 121 | 18 | Burns fait son cinéma                    | A Star is Burns              | Le Festival du film                          | 2F31               |
| 122 | 19 | Le Mariage de Lisa                       | Lisa's Wedding               | Le mariage de Lisa                           | 2F15               |
| 123 | 20 | Une portée qui rapporte                  | Two Dozen and One Greyhounds | Deux douzaines de plus                       | 2F18               |
| 124 | 21 | Il faut Bart le fer tant qu'il est chaud | The PTA Disbands             | Le dispersement de l'association des parents | 2F19               |
| 125 | 22 | Salut l'artiste                          | Round Springfield            | Le saxophoniste                              | 2F32               |
| 126 | 23 | La Springfield connection                | The Springfield Connection   | La filière Springfield                       | 2F21               |
| 127 | 24 | Le Citron de la discorde                 | Lemon of Troy                | Le citronnier                                | 2F22               |
| 128 | 25 | Qui a tiré sur M. Burns ? (Partie 1)     | Who Shot Mr. Burns? - Part 1 | Qui a tiré sur M. Burns? (Partie 1)          | 2F16               |

### Saison 7 (1995-1996)
Diffusée aux États-Unis entre le 17 septembre 1995 et le 19 mai 1996, cette saison comprend vingt-cinq épisodes :
| №   | #  | Titre français                         | Titre original                                                                      | Titre québécois                              | Code de production |
| --- | -- | -------------------------------------- | ----------------------------------------------------------------------------------- | -------------------------------------------- | ------------------ |
| 129 | 1  | Qui a tiré sur M. Burns ? (Partie 2)   | Who Shot Mr. Burns? - Part 2                                                        | Qui a tiré sur M. Burns? (Partie 2)          | 2F20               |
| 130 | 2  | Radioactive Man                        | Radioactive Man                                                                     | L'homme radioactif                           | 2F17               |
| 131 | 3  | Le Foyer de la révolte                 | Home Sweet Homediddly-Dum- Doodily                                                  | Les enfants Flanders                         | 3F01               |
| 132 | 4  | Bart vend son âme                      | Bart Sells His Soul                                                                 | Bart vend son âme                            | 3F02               |
| 133 | 5  | Lisa la végétarienne                   | Lisa the Vegetarian                                                                 | Lisa la végétarienne                         | 3F03               |
| 134 | 6  | Simpson Horror Show VI                 | Treehouse of Horror VI                                                              | Spécial d'Halloween VI                       | 3F04               |
| 135 | 7  | Un super big Homer                     | King-Size Homer                                                                     | Le gros Homer                                | 3F05               |
| 136 | 8  | La Mère d'Homer                        | Mother Simpson                                                                      | Maman Simpson                                | 3F06               |
| 137 | 9  | Bombinette Bob                         | Sideshow Bob's Last Gleaming                                                        | Le dernier exploit de Sideshow Bob           | 3F08               |
| 138 | 10 | 138e épisode, du jamais vu !           | The Simpsons 138th Episode Spectacular                                              | Le Gala du 138e épisode                      | 3F31               |
| 139 | 11 | Marge et son petit voleur              | Marge Be Not Proud                                                                  | Bart et son jeu vidéo                        | 3F07               |
| 140 | 12 | Une partie Homérique                   | Team Homer                                                                          | Homer et son équipe                          | 3F10               |
| 141 | 13 | Deux mauvais voisins                   | Two Bad Neighbors                                                                   | Deux mauvais voisins                         | 3F09               |
| 142 | 14 | Premier Pas dans le grand monde        | Scenes from the Class Struggle in Springfield                                       | Scènes de la lutte des classes à Springfield | 3F11               |
| 143 | 15 | Krusty « le retour »                   | Bart the Fink                                                                       | Bart le mouchard                             | 3F12               |
| 144 | 16 | Le Vrai Faux Héros                     | Lisa the Iconoclast                                                                 | Lisa l'iconoclaste                           | 3F13               |
| 145 | 17 | Homer fait son Smithers                | Homer the Smithers                                                                  | Homer le substitut                           | 3F14               |
| 146 | 18 | Le Jour où la violence s'est éteinte   | The Day the Violence Died                                                           | Le jour où la violence est morte             | 3F16               |
| 147 | 19 | Un poisson nommé Selma                 | A Fish Called Selma                                                                 | Un poisson appelé Selma                      | 3F15               |
| 148 | 20 | Faux permis, vrais ennuis              | Bart on the Road                                                                    | Bart sur les routes                          | 3F17               |
| 149 | 21 | 22 courts-métrages sur Springfield     | 22 Short Films About Springfield                                                    | 22 courts métrages sur Springfield           | 3F18               |
| 150 | 22 | Grand-Père Simpson et le trésor maudit | Raging Abe Simpson and His Grumbling Grandson in "The Curse of the Flying Hellfish" | Abe Simpson et son petit                     | 3F19               |
| 151 | 23 | J'y suis, j'y reste                    | Much Apu About Nothing                                                              | Beaucoup de bruit pour rien                  | 3F20               |
| 152 | 24 | Homer le rocker                        | Homerpalooza                                                                        | Homer super cool                             | 3F21               |
| 153 | 25 | La Bande à Lisa                        | Summer of 4 Ft. 2                                                                   | Les vacances de Lisa                         | 3F22               |

### Saison 8 (1996-1997)
Diffusée aux États-Unis entre le 27 octobre 1996 et le 18 mai 1997, cette saison comprend vingt-cinq épisodes :
| №   | #  | Titre français                    | Titre original                                    | Titre québécois                        | Code de production |
| --- | -- | --------------------------------- | ------------------------------------------------- | -------------------------------------- | ------------------ |
| 154 | 1  | Simpson Horror Show VII           | Treehouse of Horror VII                           | Spécial d'Halloween VII                | 4F02               |
| 155 | 2  | Un monde trop parfait             | You Only Move Twice                               | On ne déménage que deux fois           | 3F23               |
| 156 | 3  | Le Roi du ring                    | The Homer They Fall                               | Le roi du ring                         | 4F03               |
| 157 | 4  | Le Fils indigne de M. Burns       | Burns, Baby Burns                                 | Le fils indigne de M. Burns            | 4F05               |
| 158 | 5  | Bart chez les dames               | Bart After Dark                                   | Bart chez les dames                    | 4F06               |
| 159 | 6  | Un Milhouse pour deux             | A Milhouse Divided                                | Un Milhouse pour deux                  | 4F04               |
| 160 | 7  | Le Gros Petit Ami de Lisa         | Lisa's Date with Density                          | Le gros petit ami de Lisa              | 4F01               |
| 161 | 8  | Une crise de Ned                  | Hurricane Neddy                                   | Une crise de Ned                       | 4F07               |
| 162 | 9  | Le Mystérieux Voyage d'Homer      | El Viaje Misterioso de Nuestro Jomer              | Le voyage mystérieux d'Homer           | 3F24               |
| 163 | 10 | Aux frontières du réel            | The Springfield Files                             | Aux frontières du réel, Homer continue | 3G01               |
| 164 | 11 | Pour quelques bretzels de plus    | The Twisted World of Marge Simpson                | Pour quelques bretzels de plus         | 4F08               |
| 165 | 12 | La Montagne en folie              | Mountain of Madness                               | La montagne en folie                   | 4F10               |
| 166 | 13 | Shary Bobbins                     | Simpsoncalifragilisticexpiala(Annoyed Grunt)cious | Shary Bobbins                          | 3G03               |
| 167 | 14 | Itchy, Scratchy et Poochie        | The Itchy & Scratchy & Poochie Show               | Itchy & Scratchy et Poochie            | 4F12               |
| 168 | 15 | La Phobie d'Homer                 | Homer’s Phobia                                    | La phobie d'Homer                      | 4F11               |
| 169 | 16 | Les Frères ennemis                | Brother From Another Series                       | Les frères ennemis                     | 4F14               |
| 170 | 17 | À bas la baby-sitter !            | My Sister, My Sitter                              | À bas les baby-sitters!                | 4F13               |
| 171 | 18 | Homer, le baron de la bière       | Homer vs. the Eighteenth Amendment                | Homer le baron de la bière             | 4F15               |
| 172 | 19 | L'Amour pédagogique               | Grade School Confidential                         | L'amour pédagogique!                   | 4F09               |
| 173 | 20 | Un chien de ma chienne            | The Canine Mutiny                                 | Un chien de ma chienne                 | 4F16               |
| 174 | 21 | Le Vieil Homme et Lisa            | The Old Man and the Lisa                          | Le Vieil Homme et Lisa                 | 4F17               |
| 175 | 22 | Je crois en Marge                 | In Marge We Trust                                 | Je crois en Marge                      | 4F18               |
| 176 | 23 | L'Ennemi d'Homer                  | Homer's Enemy                                     | L'ennemi d'Homer                       | 4F19               |
| 177 | 24 | Les Vrais-Faux Simpson            | The Simpsons Spin-Off Showcase                    | Les vrais-faux Simpson                 | 4F20               |
| 178 | 25 | La Guerre secrète de Lisa Simpson | The Secret War of Lisa Simpson                    | La guerre secrète de Lisa Simpson      | 4F21               |

### Saison 9 (1997-1998)
Diffusée aux États-Unis entre le 21 septembre 1997 et le 17 mai 1998, cette saison comprend vingt-cinq épisodes :
| №   | #  | Titre français                  | Titre original                         | Titre québécois                 | Code de production |
| --- | -- | ------------------------------- | -------------------------------------- | ------------------------------- | ------------------ |
| 179 | 1  | Homer contre New York           | The City of New York vs. Homer Simpson | Homer contre New York           | 4F22               |
| 180 | 2  | Le Principal principal          | The Principal and the Pauper           | Le principal principal          | 4F23               |
| 181 | 3  | Le Saxe de Lisa                 | Lisa's Sax                             | Le Saxe de Lisa                 | 3G02               |
| 182 | 4  | Simpson Horror Show VIII        | Treehouse of Horror VIII               | Spécial d'Halloween VIII        | 5F02               |
| 183 | 5  | Le Papa flingueur               | The Cartridge Family                   | Le papa flingueur               | 5F01               |
| 184 | 6  | Fou de foot                     | Bart Star                              | Fou de foot                     | 5F03               |
| 185 | 7  | Mère hindoue, fils indigne      | The Two Mrs. Nahasapeemapetilons       | Mère indoue, fils indigne       | 5F04               |
| 186 | 8  | Les Ailes du délire             | Lisa the Skeptic                       | Les ailes du délire             | 5F05               |
| 187 | 9  | Marge Business                  | Realty Bites                           | Marge business                  | 5F06               |
| 188 | 10 | Un Noël d'enfer                 | Miracle on Evergreen Terrace           | Noël d'enfer                    | 5F07               |
| 189 | 11 | Simpsonnerie chantante          | All Singing, All Dancing               | Simpsonnerie chantante          | 5F24               |
| 190 | 12 | Un drôle de manège              | Bart Carny                             | Un drôle de manège              | 5F08               |
| 191 | 13 | Un coup de pied aux cultes      | The Joy of Sect                        | Un coups de pied aux cultes     | 5F23               |
| 192 | 14 | Les Petits Sauvages             | Das Bus                                | Les petits sauvages             | 5F11               |
| 193 | 15 | La Dernière Tentation de Krusty | The Last Temptation of Krust           | La dernière tentation de Krusty | 5F10               |
| 194 | 16 | Pour l'amour de Moe             | Dumbbell Indemnity                     | Pour l'amour de Moe             | 5F12               |
| 195 | 17 | La Malédiction des Simpson      | Lisa the Simpson                       | La malédiction des Simpson      | 4F24               |
| 196 | 18 | La Clé magique                  | This Little Wiggy                      | La Clé magique                  | 5F13               |
| 197 | 19 | Un Homer à la mer               | Simpson Tide                           | Un Homer à la mer               | 3G04               |
| 198 | 20 | Pour quelques milliards de plus | The Trouble With Trillions             | Pour quelques milliards de plus | 5F14               |
| 199 | 21 | Le Journal de Lisa Simpson      | Girlie Edition                         | Le Journal de Lisa Simpson      | 5F15               |
| 200 | 22 | Vive les éboueurs               | Trash of the Titans                    | Vive les éboueurs               | 5F09               |
| 201 | 23 | L'Abominable Homer des neiges   | King of the Hill                       | L'Abominable homme des neiges   | 5F16               |
| 202 | 24 | Le Bus fatal                    | Lost Our Lisa                          | Le bus fatal                    | 5F17               |
| 203 | 25 | Chéri, fais-moi peur            | Natural Born Kissers                   | Chéri, fais-moi peur            | 5F18               |

### Saison 10 (1998-1999)
Diffusée aux États-Unis entre le 23 août 1998 et le 16 mai 1999, cette saison comprend vingt-trois épisodes :
| №   | #  | Titre français                    | Titre original                               | Titre québécois                      | Code de production |
| --- | -- | --------------------------------- | -------------------------------------------- | ------------------------------------ | ------------------ |
| 204 | 1  | La Graisse antique                | Lard of the Dance                            | La Danse du saindoux                 | 5F20               |
| 205 | 2  | La Dernière Invention d'Homer     | The Wizard of Evergreen Terrace              | Le génie de la terrasse Evergreen    | 5F21               |
| 206 | 3  | Lézards populaires                | Bart the Mother                              | Bart : mère couveuse                 | 5F22               |
| 207 | 4  | Simpson Horror Show IX            | Treehouse of Horror IX                       | Spécial d'Halloween IX               | AABF01             |
| 208 | 5  | Homer fait son cinéma             | When You Dish Upon a Star                    | Ragots de vedettes                   | 5F19               |
| 209 | 6  | Hippie Hip Hourra !               | D'oh-in' in the Wind                         | D’oh-maire-tas                       | AABF02             |
| 210 | 7  | Lisa a la meilleure note          | Lisa Gets an "A"                             | La bonne note de Lisa                | AABF03             |
| 211 | 8  | Touche pas à mon rein             | Homer Simpson in: "Kidney Trouble"           | Homer Simpson dans «un tour rein»    | AABF04             |
| 212 | 9  | Homer, garde du corps             | Mayored to the Mob                           | Mairie à la pègre                    | AABF05             |
| 213 | 10 | Fiesta à Las Vegas                | Viva Ned Flanders                            | Vive Ned Flanders                    | AABF06             |
| 214 | 11 | Sbartacus                         | Wild Barts Can't Be Broken                   | On n'enferme pas les Bart sauvages   | AABF07             |
| 215 | 12 | Les Prisonniers du stade          | Sunday, Cruddy Sunday                        | Un beau dimanche pourri              | AABF08             |
| 216 | 13 | Max Simpson                       | Homer to the Max                             | Homer au Max                         | AABF09             |
| 217 | 14 | L'Amour au curry                  | I'm With Cupid                               | Massacre de la Saint-Valentin        | AABF11             |
| 218 | 15 | La Femme au volant                | Marge Simpson in: "Screaming Yellow Honkers" | Prenez le violent                    | AABF10             |
| 219 | 16 | C'est dur la culture              | Make Room For Lisa                           | Une place pour Lisa                  | AABF12             |
| 220 | 17 | Beau comme un camion              | Maximum Homerdrive                           | Homer au Volant                      | AABF13             |
| 221 | 18 | Les Simpson dans la Bible         | Simpsons Bible Stories                       | Histoires bibliques                  | AABF14             |
| 222 | 19 | Le Chef-d'œuvre d'Homer           | Mom and Pop Art                              | Le raté global                       | AABF15             |
| 223 | 20 | Les vieux sont tombés sur la tête | The Old Man and the "C" Student              | Le jeune homme et la mer             | AABF16             |
| 224 | 21 | L'amour ne s'achète pas           | Monty Can't Buy Me Love                      | Le monde aime mieux Montgomery Burns | AABF17             |
| 225 | 22 | Les Gros Q.I.                     | They Saved Lisa's Brain                      | La Bande des Q.I.                    | AABF18             |
| 226 | 23 | Le Pire du Soleil-Levant          | 30 Minutes Over Tokyo                        | D'oh-gun                             | AABF20             |

### Saison 11 (1999-2000)
Diffusée aux États-Unis entre le 26 septembre 1999 et le 21 mai 2000, cette saison comprend vingt-deux épisodes :
| №   | #  | Titre français                            | Titre original                         | Titre québécois                         | Code de production |
| --- | -- | ----------------------------------------- | -------------------------------------- | --------------------------------------- | ------------------ |
| 227 | 1  | Mel Gibson les cloches                    | Beyond Blunderdome                     | Mad Homer: Au-delà du d'Oh de tonnerre  | AABF23             |
| 228 | 2  | La Pilule qui rend sage                   | Brother's Little Helper                | Le Croqueur de pilules                  | AABF22             |
| 229 | 3  | La Critique du lard                       | Guess Who's Coming to Criticize Dinner | Devine qui vient critiquer le dîner     | AABF21             |
| 230 | 4  | Simpson Horror Show X                     | Treehouse of Horror X                  | Spécial d’Halloween X                   | BABF01             |
| 231 | 5  | Une récolte d'enfer                       | E-I-E-I-(Annoyed Grunt)                | EIEI : Les Arpents Bruns                | AABF19             |
| 232 | 6  | Homer perd la boule                       | Hello Gutter, Hello Fadder             | En roulant ma boule                     | BABF02             |
| 233 | 7  | Huit d'un coup                            | Eight Misbehavin'                      | Dix moutons, neuf moutons, huit marmots | BABF03             |
| 234 | 8  | Homer et sa bande                         | Take My Wife, Sleaze                   | Vieux Motard que jamais                 | BABF05             |
| 235 | 9  | Le jouet qui tue                          | Grift of the Magi                      | Le Père Noël est un escroc              | BABF07             |
| 236 | 10 | Big Mama Lisa                             | Little Big Mom                         | Bonne mère malgré tout                  | BABF04             |
| 237 | 11 | Il était une « foi »                      | Faith Off                              | Si la vie éternelle vous intéresse      | BABF06             |
| 238 | 12 | La Grande Vie                             | The Mansion Family                     | Les Simpson déménagent                  | BABF08             |
| 239 | 13 | Courses épiques                           | Saddlesore Galactica                   | La Soirée du jockey                     | BABF09             |
| 240 | 14 | Adieu Maude                               | Alone Again Natura-Diddily             | Vivre à un                              | BABF10             |
| 241 | 15 | Missionnaire impossible                   | Missionary Impossible                  | Missionnaire : Impossible               | BABF11             |
| 242 | 16 | Bière qui coule amasse mousse             | Pygmoelian                             | Pygmoelion                              | BABF12             |
| 243 | 17 | Les Simpson dans 30 ans                   | Bart to the Future                     | Les Enfants de l'avenir                 | BABF13             |
| 244 | 18 | Sobre Barney « Alcooliques Non Anonymes » | Days of Wine and D'Oh'ses              | Arrête de boire                         | BABF14             |
| 245 | 19 | Folie homérique                           | Kill the Alligator and Run             | Prends l'alligator et tire-toi          | BABF16             |
| 246 | 20 | Tais-toi et danse !                       | Last Tap Dance in Springfield          | Le Dernier Continental à Springfield    | BABF15             |
| 247 | 21 | Marge Folies                              | It's a Mad, Mad, Mad, Mad Marge        | Une Marge folle folle folle             | BABF18             |
| 248 | 22 | Derrière les rires                        | Behind the Laughter                    | Biographies : Les Simpson               | BABF19             |

### Saison 12 (2000-2001)
Diffusée aux États-Unis entre le 1er novembre 2000 et le 20 mai 2001, cette saison comprend vingt-et-un épisodes :
| №   | #  | Titre français                   | Titre original                 | Titre québécois                      | Code de production |
| --- | -- | -------------------------------- | ------------------------------ | ------------------------------------ | ------------------ |
| 249 | 1  | Simpson Horror Show XI           | Treehouse of Horror XI         | Spécial d’Halloween XI               | BABF21             |
| 250 | 2  | La Bataille des deux Springfield | A Tale of Two Springfields     | Un code, une ville                   | BABF20             |
| 251 | 3  | Une fille de clown               | Insane Clown Poppy             | La fille du clown est triste         | BABF17             |
| 252 | 4  | Touche pas à ma forêt            | Lisa the Treehugger            | Lisa sauve la planète                | CABF01             |
| 253 | 5  | La Dignité d'Homer               | Homer vs. Dignity              | Le Fou du roi                        | CABF04             |
| 254 | 6  | Le Site inter (pas) net d'Homer  | The Computer Wore Menace Shoes | Homer et son site Internet           | CABF02             |
| 255 | 7  | Les Escrocs                      | The Great Money Caper          | L'Arnaque 2 : une affaire de famille | CABF03             |
| 256 | 8  | À bas le sergent Skinner         | Skinner's Sense of Snow        | La Tempête du siècle                 | CABF06             |
| 257 | 9  | Le Cerveau                       | HOMR                           | Activité coloriage                   | BABF22             |
| 258 | 10 | L'Orgueil du puma                | Pokey Mom                      | Marge et ses prisonniers             | CABF05             |
| 259 | 11 | Le Pire Épisode                  | Worst Episode Ever             | Pire Épisode de l'Histoire           | CABF08             |
| 260 | 12 | Tennis la malice                 | Tennis the Menace              | Tennis la petite peste               | CABF07             |
| 261 | 13 | La Vengeance du clown            | Day of the Jackanapes          | Dernier Tour de piste                | CABF10             |
| 262 | 14 | Bart et son boys band            | New Kids on the Blecch         | Les New Kids On The Bart             | CABF12             |
| 263 | 15 | Homer fait la grève de la faim   | Hungry Hungry Homer            | Ventre plein n'a pas d'Homer         | CABF09             |
| 264 | 16 | La Brute et les Surdoués         | Bye Bye Nerdy                  | La Classe de tous les dangers        | CABF11             |
| 265 | 17 | Le Safari des Simpson            | Simpsons Safari                | Les Simpson au Congo                 | CABF13             |
| 266 | 18 | Triple Erreur                    | Trilogy of Error               | Si tu donnes un pouce...             | CABF14             |
| 267 | 19 | Le Miracle de Maude              | I'm Goin' to Praise Land       | Le seigneur est mon parc Belmont     | CABF15             |
| 268 | 20 | La Garderie d'Homer              | Children of a Lesser Clod      | La Cave qui berce l'enfant           | CABF16             |
| 269 | 21 | Histoires de clochard            | Simpsons Tall Tales            | La Légende du géant Homer            | CABF17             |

### Saison 13 (2001-2002)
Diffusée aux États-Unis entre le 6 novembre 2001 et le 22 mai 2002, cette saison comprend vingt-deux épisodes :
| №   | #  | Titre français                  | Titre original                | Titre québécois                       | Code de production |
| 270 | 1  | Simpson Horror Show XII         | Treehouse of Horror XII       | Spécial d’Halloween XII               | CABF19             |
| 271 | 2  | Les parents trinquent           | The Parent Rap                | Outrage aux parents                   | CABF22             |
| 272 | 3  | Les Maux de Moe                 | Homer the Moe                 | Homer à boire                         | CABF20             |
| 273 | 4  | Aphrodite Burns                 | Hunka Hunka Burns in Love     | Burns l'aime, elle non plus           | CABF18             |
| 274 | 5  | La Vieille Peur d'Homer         | The Blunder Years             | Les 400 D'oh                          | CABF21             |
| 275 | 6  | Sans foi ni toit                | She of Little Faith           | Femme de peu de foi                   | DABF02             |
| 276 | 7  | Un homme et deux femmes         | Brawl in the Family           | Quelle chicane de famille             | DABF01             |
| 277 | 8  | La Chasse au sucre              | Sweets and Sour Marge         | La méthode Marge-tignac               | DABF03             |
| 278 | 9  | Austère Homer                   | Jaws Wired Shut               | Le masque de fer blanc                | DABF05             |
| 279 | 10 | Proposition à demi indécente    | Half-Decent Proposal          | Proposition impossible                | DABF04             |
| 280 | 11 | La Passion selon Bart           | The Bart Wants What It Wants  | Le Bart a ses raisons                 | DABF06             |
| 281 | 12 | Adieu cow-boy                   | The Lastest Gun in the West   | Le cowboy fait le tour de Springfield | DABF07             |
| 282 | 13 | La Dernière Folie de grand-père | The Old Man and the Key       | Le vieil homme et la clé              | DABF09             |
| 283 | 14 | To Bart or not to Bart          | Tales from the Public Domain  | Contes du domaine public              | DABF08             |
| 284 | 15 | Aventures au Brésil             | Blame It on Lisa              | Lisa rêve à Rio                       | DABF10             |
| 285 | 16 | L'Herbe médicinale              | Weekend at Burnsie's          | Stone, Homer est stone                | DABF11             |
| 286 | 17 | Tout sur Homer                  | Gump Roast                    | Le déclin de l'empire Simpson         | DABF12             |
| 287 | 18 | Papa furax                      | I Am Furious Yellow           | Su-Père Choqué                        | DABF13             |
| 288 | 19 | Apu puni                        | The Sweetest Apu              | Apu de souffle                        | DABF14             |
| 289 | 20 | La Double Vie de Lisa           | Little Girl in the Big Ten    | Bac et boule de neige                 | DABF15             |
| 290 | 21 | Une chaise pour deux            | The Frying Game               | Chaise académie                       | DABF16             |
| 291 | 22 | Flic de choc                    | Poppa's Got a Brand New Badge | Les enquêtes gros-bedon               | DABF17             |

### Saison 14 (2002-2003)
Diffusée aux États-Unis entre le 3 novembre 2002 et le 18 mai 2003, cette saison comprend vingt-deux épisodes :
| №   | #  | Titre français              | Titre original                   | Titre québécois                               | Code de production |
| --- | -- | --------------------------- | -------------------------------- | --------------------------------------------- | ------------------ |
| 292 | 1  | Simpson Horror Show XIII    | Treehouse of Horror XIII         | Spécial d’Halloween XIII                      | DABF19             |
| 293 | 2  | Homer Like a Rolling Stone  | How I Spent My Strummer Vacation | Homer revient toujours au Rock'n'Roll         | DABF22             |
| 294 | 3  | Frère et Sœur ennemis       | Bart vs. Lisa vs. 3rd Grade      | L'Un redouble, l'autre pas                    | DABF20             |
| 295 | 4  | La Nouvelle Marge           | Large Marge                      | Y'a de la Marge au balcon                     | DABF18             |
| 296 | 5  | Reality chaud               | Helter Shelter                   | Occupation Quintuple                          | DABF21             |
| 297 | 6  | Qui veut tuer Homer ?       | The Great Louse Detective        | Qui veut la peau de Homer Simpson?            | EABF01             |
| 298 | 7  | Pour l'amour d'Edna         | Special Edna                     | L'Éruption de l'Edna                          | EABF02             |
| 299 | 8  | Pour l'amour de Lisa        | The Dad Who Knew Too Little      | Le Père qui en savait trop peu                | EABF03             |
| 300 | 9  | Les Muscles de Marge        | Strong Arms of the Ma            | Quand elle me tient dans ses bras             | EABF04             |
| 301 | 10 | La Foi d'Homer              | Pray Anything                    | Ne priez rien avant juin de l'année prochaine | EABF06             |
| 302 | 11 | Homer va le payer           | Barting Over                     | Chambre en Bart                               | EABF05             |
| 303 | 12 | La Reine de l'orthographe   | I'm Spelling as Fast as I Can    | J'épèle au loin                               | EABF07             |
| 304 | 13 | Le Péché de Ned             | A Star is Born Again             | La Conversion d'une star                      | EABF08             |
| 305 | 14 | Le Député Krusty            | Mr. Spritz Goes to Washington    | À hauteur de clown                            | EABF09             |
| 306 | 15 | Homer patron de la centrale | C. E. D'oh!                      | Le Beigne du businessman                      | EABF10             |
| 307 | 16 | La Guerre pour les étoiles  | Scuse Me While I Miss the Sky    | La Guéguerre des étoiles                      | EABF11             |
| 308 | 17 | Le Gay Pied                 | Three Gays of the Condo          | Le cœur brisé d'Homer                         | EABF12             |
| 309 | 18 | Le Tube qui tue             | Dude, Where's My Ranch?          | Les Apprentis-gnochons                        | EABF13             |
| 310 | 19 | Le Chien-chien à son Homer  | Old Yeller-Belly                 | Les Dents de la bière                         | EABF14             |
| 311 | 20 | Marge, chauffeur de maître  | Brake My Wife, Please            | Zéro de conduite                              | EABF15             |
| 312 | 21 | Et la cavalerie arriva      | The Bart of War                  | Les Tuques de la guerre                       | EABF16             |
| 313 | 22 | Moe, le baby-sitter         | Moe Baby Blues                   | Prendre un enfant par le Moe                  | EABF17             |

### Saison 15 (2003-2004)
Diffusée aux États-Unis entre le 2 novembre 2003 et le 23 mai 2004, cette saison comprend vingt-deux épisodes. L'audience de la 15e saison a atteint une moyenne de 11,1 millions de spectateurs.
| №   | #  | Titre français                            | Titre original                                                    | Titre québécois                            | Code de production |
| 314 | 1  | Simpson Horror Show XIV                   | Treehouse of Horror XIV                                           | Spécial d’Halloween XIV                    | EABF21             |
| 315 | 2  | Une mamie hors la loi                     | My Mother the Carjacker                                           | Jamais sans ma mère                        | EABF18             |
| 316 | 3  | Sois belle et tais-toi !                  | The President Wore Pearls                                         | En veillant su'l perron                    | EABF20             |
| 317 | 4  | Homer rentre dans la reine                | The Regina Monologues                                             | Y'avait t'un prisonnier                    | EABF22             |
| 318 | 5  | La Bête de la bête                        | The Fat and the Furriest                                          | L'obèse et la bête                         | EABF19             |
| 319 | 6  | Enfin clown                               | Today, I am a Clown                                               | Un Krusty sur le toit                      | FABF01             |
| 320 | 7  | Père Noël sans frontières                 | 'Tis the Fifteenth Season                                         | Noël Jaune                                 | FABF02             |
| 321 | 8  | Allocutions familiales                    | Marge vs. Singles, Seniors, Childless Couples and Teens, and Gays | Bébérama                                   | FABF03             |
| 322 | 9  | Robotflop                                 | I, (Annoyed Grunt)-Bot                                            | Monsieur le robot                          | FABF04             |
| 323 | 10 | Tout un roman !                           | Diatribe of a Mad Housewife                                       | Le roman-savon de Marge                    | FABF05             |
| 324 | 11 | En Marge de l'histoire                    | Margical History Tour                                             | En Marge de l'histoire                     | FABF06             |
| 325 | 12 | Un gros soûl, des gros sous               | Milhouse Doesn’t Live Here Anymore                                | Cent heures de solitude                    | FABF07             |
| 326 | 13 | Quel gros Q.I. !                          | Smart and Smarter                                                 | Génie en herbe                             | FABF09             |
| 327 | 14 | Coup de poker                             | The Ziff Who Came to Dinner                                       | Retour de flamme                           | FABF08             |
| 328 | 15 | Boire et déboires                         | Co-Dependent's Day                                                | Un soûlon c'est bien mais deux c'est mieux | FABF10             |
| 329 | 16 | Fugue pour menottes à quatre mains        | The Wandering Juvie                                               | La forte du pénitencier                    | FABF11             |
| 330 | 17 | Klingon, j'arrive                         | My Big Fat Geek Wedding                                           | Le barbant de Séville                      | FABF12             |
| 331 | 18 | Attrapez-nous si vous pouvez              | Catch 'em If You Can                                              | La course après du monde                   | FABF14             |
| 332 | 19 | Tartman, le vengeur masqué                | Simple Simpson                                                    | J'aurais voulu être un tartiste            | FABF15             |
| 333 | 20 | Ma plus belle histoire d'amour, c'est toi | The Way We Weren't                                                | Donne-moi ta bouche                        | FABF13             |
| 334 | 21 | Le Drapeau... potin de Bart               | Bart-Mangled Banner                                               | L'amer drapeau                             | FABF17             |
| 335 | 22 | Le Canard déchaîné                        | Fraudcast News                                                    | Convergence d'opinions                     | FABF18             |

### Saison 16 (2004-2005)
Diffusée aux États-Unis entre le 7 novembre 2004 et le 15 mai 2005, cette saison comprend vingt-et-un épisodes. L'audience de la 16e saison a atteint une moyenne de 10,14 millions de spectateurs.
| №   | #  | Titre français                        | Titre original                            | Titre québécois                           | Code de production |
| 336 | 1  | Simpson Horror Show XV                | Treehouse of Horror XV                    | Spécial d’Halloween XV                    | FABF23             |
| 337 | 2  | Tous les goûts sont permis            | All's Fair in Oven War                    | Cuisiner c'est trop dur                   | FABF20             |
| 338 | 3  | Coucher avec l'ennemi                 | Sleeping With The Enemy                   | La grande adoption                        | FABF19             |
| 339 | 4  | Le Mal de mère                        | She Used to Be My Girl                    | Profession: Reporter (et baveuse)         | FABF22             |
| 340 | 5  | Business Bart                         | Fat Man And Little Boy                    | Père moron, Fils manqué                   | FABF21             |
| 341 | 6  | Papy fait de la contrebande           | Midnight Rx                               | On trouve de tout, même un pays           | FABF16             |
| 342 | 7  | Maman de bar                          | Mommie Beerest                            | Tu es bière, et sur cette bière           | GABF01             |
| 343 | 8  | Déluge au stade                       | Homer And Ned's Hail Mary Pass            | La Passion du Football                    | GABF02             |
| 344 | 9  | Le Rap de Bart                        | Pranksta Rap                              | Le Rap du Rapt                            | GABF03             |
| 345 | 10 | Mariage à tout prix                   | There's Something About Marrying          | Le mariage a un je-ne-sais-quoi           | GABF04             |
| 346 | 11 | Qui s'y frotte s'y pique              | On A Clear Day I Can't See My Sister      | Cent pieds de solitude                    | GABF05             |
| 347 | 12 | Bébé Nem                              | Goo Goo Gai Pan                           | Un numéro un pour emporter                | GABF06             |
| 348 | 13 | Mobile Homer                          | Mobile Homer                              | Marge de crédit                           | GABF07             |
| 349 | 14 | Le Bon, les Brutes et la Balance      | The Seven-Beer Snitch                     | Le cinquième colon                        | GABF08             |
| 350 | 15 | Future Drama                          | Future-Drama                              | Les enfants de l'avenir                   | GABF12             |
| 351 | 16 | Une grosse tuile pour un toit         | Don't Fear The Roofer                     | Un couvreur sur le toit                   | GABF10             |
| 352 | 17 | La Grande Malbouffe                   | The Heartbroke Kid                        | Le p'tit gros des glosettes               | GABF11             |
| 353 | 18 | Krusty chasseur de talents            | A Star Is Torn                            | L'idole des jaunes                        | GABF13             |
| 354 | 19 | Le Jugement dernier                   | Thank God, It's Doomsday                  | La fin du monde devait être à sept heures | GABF14             |
| 355 | 20 | Diablesses chez Ned.com               | Home Away From Homer                      | Je suis loin de toi moron                 | GABF15             |
| 356 | 21 | Le Père, le Fils et le Saint d'esprit | The Father, The Son & The Holy Guest Star | Le père, le fils et l'artiste invité      | GABF09             |

### Saison 17 (2005-2006)
Diffusée aux États-Unis entre le 11 septembre 2005 et le 21 mai 2006, cette saison comprend vingt-deux épisodes. L'audience de la 17e saison a atteint une moyenne de 9,58 millions de spectateurs.
| №   | #  | Titre français                  | Titre original                     | Titre québécois                     | Code de production |
| --- | -- | ------------------------------- | ---------------------------------- | ----------------------------------- | ------------------ |
| 357 | 1  | Ma femme s'appelle reviens      | Bonfire of the Manatees            | La complainte des lamantins         | GABF18             |
| 358 | 2  | Voyage au bout de la peur       | The Girl Who Slept Too Little      | Madame et son fantôme               | GABF16             |
| 359 | 3  | Serial piégeurs                 | Milhouse of Sand and Fog           | Milhouse se fait du cinéma          | GABF19             |
| 360 | 4  | Simpson Horror Show XVI         | Treehouse of Horror XVI            | Spécial d’Halloween XVI             | GABF17             |
| 361 | 5  | Le Fils à maman                 | Marge's Son Poisoning              | Prendre une tasse de thé, mon minou | GABF20             |
| 362 | 6  | Homer maire !                   | See Homer Run                      | Si la tendance a pas de maintien    | GABF21             |
| 363 | 7  | Un casse sans casse             | The Last of the Red Hat Mamas      | La dernière des tites mères rouges  | GABF22             |
| 364 | 8  | Vendetta                        | The Italian Bob                    | Arrivederci Bob                     | HABF02             |
| 365 | 9  | Histoires de Noël               | Simpsons Christmas Stories         | Il est jaune le divin enfant        | HABF01             |
| 366 | 10 | Les deux font le père           | Homer's Paternity Coot             | Voyage au fond du père              | HABF03             |
| 367 | 11 | L'Indomptable                   | We're on the Road to D'owhere      | Onze, jaune, le père et le manque   | HABF04             |
| 368 | 12 | Willie le gentleman             | My Fair Laddy                      | La mélodie du concierge             | HABF05             |
| 369 | 13 | L'Histoire apparemment sans fin | The Seemingly Neverending Story    | La déprime en cinq temps            | HABF06             |
| 370 | 14 | Bart a deux mamans              | Bart Has Two Mommies               | Voyage au fond des mères            | HABF07             |
| 371 | 15 | Échange d'épouses               | Homer Simpson, This Is Your Wife   | J'aime ta femme                     | HABF08             |
| 372 | 16 | Million Dollar Papy             | Million Dollar Abie                | La complainte d'Abraham             | HABF09             |
| 373 | 17 | Notre Homer qui êtes un dieu    | Kiss Kiss, Bang Bangalore          | Le temps d'une Inde                 | HABF10             |
| 374 | 18 | Histoires d'eau                 | The Wettest Stories Ever Told      | Histoires d'eau                     | HABF11             |
| 375 | 19 | Échec et math pour les filles   | Girls Just Want to Have Sums       | Comme un garçon                     | HABF12             |
| 376 | 20 | À propos de Marge               | Regarding Margie                   | La mémoire dans la Marge            | HABF13             |
| 377 | 21 | Le Vrai Descendant du singe     | The Monkey Suit                    | Genèse d'aujourd'hui                | HABF14             |
| 378 | 22 | Les Experts ami-ami             | Marge and Homer Turn a Couple Play | Marge et Homer: L'Amour à coup sûr  | HABF16             |

### Saison 18 (2006-2007)
Diffusée aux États-Unis entre le 10 septembre 2006 et le 20 mai 2007, cette saison comprend vingt-deux épisodes. L'audience de la 18e saison a atteint une moyenne de 9,15 millions de spectateurs.
| №   | #  | Titre français                                   | Titre original                                 | Titre québécois                                  | Code de production |
| --- | -- | ------------------------------------------------ | ---------------------------------------------- | ------------------------------------------------ | ------------------ |
| 379 | 1  | Parrain par intérim                              | The Mook, the Chef, the Wife and Her Homer     | Pizza Nostra                                     | HABF15             |
| 380 | 2  | Les Baguettes magiques                           | Jazzy and the Pussycats                        | Parle parle, jazz jazz                           | HABF18             |
| 381 | 3  | C'est moi qui l'ai fait !                        | Please Homer, Don't Hammer 'Em                 | Swing la Marge dans l'fond d'la boîte à outils   | HABF20             |
| 382 | 4  | Simpson Horror Show XVII                         | Treehouse of Horror XVII                       | Spécial d’Halloween XVII                         | HABF17             |
| 383 | 5  | Homer s'engage                                   | G.I. (Annoyed Grunt)                           | G.I. d'oh !                                      | HABF21             |
| 384 | 6  | Moe nia Lisa                                     | Moe'n'a Lisa                                   | Moe'N'a-Lisa                                     | HABF19             |
| 385 | 7  | Marge reste de glace                             | Ice Cream of Margie (with the Light Blue Hair) | Bar laitier                                      | HABF22             |
| 386 | 8  | Mon meilleur ennemi                              | The Haw-Hawed Couple                           | Les Simpson et le prisonnier de la cabane        | JABF02             |
| 387 | 9  | Kill Gill, volumes 1 et 2                        | Kill Gil, volumes I & II                       | Tuer Gil, parties 1 et 2                         | JABF01             |
| 388 | 10 | Les Aqua-tics                                    | The Wife Aquatic                               | Homer, qu'on voit danser                         | JABF03             |
| 389 | 11 | La vengeance est un plat qui se mange trois fois | Revenge Is A Dish Best Served Three Times      | La vengeance est un plat qui se mange trois fois | JABF05             |
| 390 | 12 | Little Big Lisa                                  | Little Big Girl                                | Un gars, une fille                               | JABF04             |
| 391 | 13 | Tous les huit ans                                | Springfield Up                                 | Springfield en cinq temps!                       | JABF07             |
| 392 | 14 | La Chorale des péquenots                         | Yokel Chords                                   | Chanson des colons                               | JABF09             |
| 393 | 15 | Mariage plus vieux, mariage heureux              | Rome-old and Juli-eh                           | La Guerre des tubes                              | JABF08             |
| 394 | 16 | Homerazzi                                        | Homerazzi                                      | Homerazzi                                        | JABF06             |
| 395 | 17 | Marge piégée par le net                          | Marge Gamer                                    | Jeux interdits                                   | JABF10             |
| 396 | 18 | L'Équipe des nuls                                | The Boys of Bummer                             | Mauvais perdants                                 | JABF11             |
| 397 | 19 | Escroc à grande échelle                          | Crook and Ladder                               | L'Étoffe des zéros                               | JABF13             |
| 398 | 20 | Petit Papa Noël super flic                       | Stop, or My Dog Will Shoot!                    | Bon Chien, Bad Cop                               | JABF12             |
| 399 | 21 | 24 Minutes                                       | 24 Minutes                                     | 24 minutes chrono                                | JABF14             |
| 400 | 22 | Infos sans gros mot                              | You Kent Always Say What You Want              | L'affaire est dans le sacre                      | JABF15             |

### Saison 19 (2007-2008)
Diffusée aux États-Unis entre le 23 septembre 2007 et le 18 mai 2008, cette saison comprend vingt épisodes. L'audience de la 19e saison a atteint une moyenne de 8,26 millions de spectateurs.
| №   | #  | Titre français                 | Titre original                              | Titre québécois                                     | Code de production |
| --- | -- | ------------------------------ | ------------------------------------------- | --------------------------------------------------- | ------------------ |
| 401 | 1  | Privé de jet privé             | He Loves to Fly and He D’ohs                | Si j’avais les ailes d’un twit                      | JABF20             |
| 402 | 2  | Le Barbier de Springfield      | The Homer of Seville                        | D'ohpéra de quatre sous                             | JABF18             |
| 403 | 3  | Le Cow-boy des rues            | Midnight Towboy                             | Roues de fortune                                    | JABF21             |
| 404 | 4  | La Marge et le Prisonnier      | I Don't Wanna Know Why the Caged Bird Sings | Un après-midi de Marge                              | JABF19             |
| 405 | 5  | Simpson Horror Show XVIII      | Treehouse Of Horror XVIII                   | Spécial d’Halloween XVIII                           | JABF16             |
| 406 | 6  | Millie le petit orphelin       | Little Orphan Millie                        | Milhouse l'enfant martyr                            | JABF22             |
| 407 | 7  | Maris et larmes                | Husbands and knives                         | Problèmes de taille                                 | JABF17             |
| 408 | 8  | Funérailles pour un félon      | Funeral for a Fiend                         | Incinérations malveillantes                         | KABF01             |
| 409 | 9  | Soupçons                       | Eternal Moonshine of the Simpson Mind       | Des Simpson plein la tête                           | KABF02             |
| 410 | 10 | Un pour tous, tous pour Wiggum | E Pluribus Wiggum                           | Le comfort et l'indiffé-Ralph                       | KABF03             |
| 411 | 11 | Les Années 90                  | That 90's Show                              | Bac et Métal                                        | KABF04             |
| 412 | 12 | L'Amour à la springfieldienne  | Love, Springfieldian Style                  | Un jaune, une fille                                 | KABF05             |
| 413 | 13 | L'Infiltré                     | The Debarted                                | La revanche du directeur : La pire contre-attaque   | KABF06             |
| 414 | 14 | C comme crétin                 | Dial'n'for nerder                           | Un prince, deux meurtriers et beaucoup de papillons | KABF07             |
| 415 | 15 | Une histoire fumeuse           | Smoke on the Daughter                       | Les fumeurs de la danse                             | KABF08             |
| 416 | 16 | Colonel Homer                  | Papa don't Leech                            | J'ai une chanteuse qui ne veut pas mourir           | KABF09             |
| 417 | 17 | Tragédie bovine                | Apocalypse Cow                              | Histoires de veau                                   | KABF10             |
| 418 | 18 | Lisa fait son festival         | Any Given Sundance                          | Et pourtant, elle tourne!                           | KABF11             |
| 419 | 19 | Mona de l'au-delà              | Mona Leaves-a                               | Mal de mère                                         | KABF12             |
| 420 | 20 | Tout sur Lisa                  | All about Lisa                              | Laissez dépasser                                    | KABF13             |

### Saison 20 (2008-2009)
Diffusée aux États-Unis entre le 28 septembre 2008 et le 17 mai 2009, cette saison comprend vingt-et-un épisodes. L'audience de la 20e saison a atteint une moyenne de 7,06 millions de spectateurs.
| №   | #  | Titre français                 | Titre original                      | Titre québécois                        | Code de production |
| --- | -- | ------------------------------ | ----------------------------------- | -------------------------------------- | ------------------ |
| 421 | 1  | Sexe, Mensonges et Gâteaux     | Sex, Pies and Idiot Scrapes         | Crime-pâtissière                       | KABF17             |
| 422 | 2  | Fiston perdu                   | Lost Verizon                        | Fourgon cellulaire                     | KABF15             |
| 423 | 3  | L'Échange                      | Double, Double, Boy in Trouble      | Quelles familles !                     | KABF14             |
| 424 | 4  | Simpson Horror Show XIX        | Treehouse of Horror XIX             | Spécial d’Halloween XIX                | KABF16             |
| 425 | 5  | Souvenirs dangereux            | Dangerous Curves                    | Le(s) plus beau(x) voyage(s)           | KABF18             |
| 426 | 6  | Échange de mots croisés        | Homer and Lisa Exchange Cross Words | Maux croisés                           | KABF19             |
| 427 | 7  | Les Apprentis Sorciers         | Mypods and Boomsticks               | La pomme de la colère                  | KABF20             |
| 428 | 8  | Burns est piqué                | The Burns and The Bees              | L'arène des abeilles                   | KABF21             |
| 429 | 9  | Lisa la reine du drame         | Lisa the Drama Queen                | La seigneure des amis                  | KABF22             |
| 430 | 10 | Prenez ma vie, je vous en prie | Take My Life, Please                | Le choix du président                  | LABF01             |
| 431 | 11 | La Conquête du test            | How the Test Was Won                | La conquête du test                    | LABF02             |
| 432 | 12 | Le malheur est dans le prêt    | No Loan Again, Naturally            | Prêt pas prêt, j'y vas                 | LABF03             |
| 433 | 13 | Maggie s'éclipse               | Gone Maggie Gone                    | Et la sœur?                            | LABF04             |
| 434 | 14 | Au nom du grand-père           | In the Name of the Grandfather      | Au nom du pepère et du fils            | LABF11             |
| 435 | 15 | Mariage en sinistre            | Wedding for Disaster                | Le sacrament de mariage                | LABF05             |
| 436 | 16 | Mini Minette Maya Moe          | Eeny Teeny Maya, Moe                | Maya la belle                          | LABF06             |
| 437 | 17 | Le Bon, le Triste et la Camée  | The Good, the Sad and the Drugly    | Le bon, l'abrutie et l'achalant        | LABF07             |
| 438 | 18 | Mon père avait tort            | Father Knows Worst                  | Les petites-filles modèles-réduits     | LABF08             |
| 439 | 19 | Une adresse chic               | Waverly Hills 9021-D'oh             | Chambre en haute ville                 | LABF10             |
| 440 | 20 | Manucure pour 4 femmes         | Four Great Women and a Manicure     | Maman et fifille sont chez le coiffeur | LABF09             |
| 441 | 21 | Un prince à New-Orge           | Coming to Homerica                  | Faites le mur, pas la guerre           | LABF12             |

### Saison 21 (2009-2010)
Diffusée aux États-Unis entre le 27 septembre 2009 et le 23 mai 2010, cette saison comprend vingt-trois épisodes. L'audience de la 21e saison a atteint une moyenne de 7,41 millions de spectateurs.
| №   | #  | Titre français                       | Titre original                  | Titre québécois                                | Code de production |
| --- | -- | ------------------------------------ | ------------------------------- | ---------------------------------------------- | ------------------ |
| 442 | 1  | Super Homer                          | Homer the Whopper               | Gros jambon                                    | LABF13             |
| 443 | 2  | La Réponse de Bart                   | Bart gets a “Z”                 | L'ivresse au maître                            | LABF15             |
| 444 | 3  | L'insurgée                           | The Great Wife Hope             | Les gants de vaisselle dorés                   | LABF16             |
| 445 | 4  | Simpson Horror Show XX               | Treehouse of Horror XX          | Spécial d’Halloween XX                         | LABF14             |
| 446 | 5  | Le diable s'habille en nada          | The Devil Wears Nada            | Le diable s'habille pas pantoute               | LABF17             |
| 447 | 6  | Farces et agapes                     | Pranks and Greens               | Vers de contact                                | LABF18             |
| 448 | 7  | Les Apprenties sorcières             | Rednecks and Broomsticks        | Alambics et vieille robine                     | LABF19             |
| 449 | 8  | Le Frère de Bart                     | O Brother, Where Bart Thou?     | Des roses blanches pour mon frère jaune        | MABF01             |
| 450 | 9  | Une leçon de vie                     | Thursdays with Abie             | Une journée avec Abie, et une journée de folie | MABF02             |
| 451 | 10 | Il était une fois à Springfield      | Once Upon a Time in Springfield | Il était une fois, à Springfield               | LABF20             |
| 452 | 11 | Million dollar ma biche              | Million Dollar Maybe            | Ça ne change pas le monde, sauf que...         | MABF03             |
| 453 | 12 | La Reine du balai                    | Boy Meets Curl                  | Pierre qui glisse n'amasse pas l'or            | MABF05             |
| 454 | 13 | La Couleur jaune                     | The Color Yellow                | On voit tes racines                            | MABF06             |
| 455 | 14 | Élémentaire, mon cher Simpson        | Postcards from the Wedge        | Diviser pour mieux niaiser                     | MABF04             |
| 456 | 15 | Baiser volé                          | Stealing First Base             | Besame pas trop                                | MABF07             |
| 457 | 16 | La Plus Grande Histoire jamais ratée | The Greatest Story Ever D'ohed  | En vérité, je vous le d'Oh                     | MABF10             |
| 458 | 17 | À tyran, tyran et demi               | American History X-cellent      | La ligne jaune                                 | MABF08             |
| 459 | 18 | Chef de cœur                         | Chief of Hearts                 | Ma nuit chez Clancy                            | MABF09             |
| 460 | 19 | Éolienne et cétacé                   | The Squirt and the Whale        | La gripette et la baleine                      | MABF14             |
| 461 | 20 | L'Œil sur la ville                   | To Surveil With Love            | Caméra cachée café                             | MABF12             |
| 462 | 21 | Le Mot de Moe                        | Moe Letter Blues                | Des Moe pour le dire                           | MABF13             |
| 463 | 22 | Mon voisin le Bob                    | The Bob Next Door               | Visage à deux Bob                              | MABF11             |
| 464 | 23 | Moe, moche et méchant                | Judge Me Tender                 | Le jugement de saloMoe                         | MABF15             |

### Saison 22 (2010-2011)
Diffusée aux États-Unis entre le 26 septembre 2010 et le 22 mai 2011, cette saison comprend vingt-deux épisodes. L'audience de la 22e saison a une moyenne de 8,26 millions de téléspectateurs aux États-Unis.
| №   | #  | Titre français                            | Titre original                            | Titre québécois                           | Code de production |
| --- | -- | ----------------------------------------- | ----------------------------------------- | ----------------------------------------- | ------------------ |
| 465 | 1  | Cours élémentaire musical                 | Elementary School Musical                 | Les jaunesses musicales                   | MABF21             |
| 466 | 2  | Drôle d'héritage                          | Loan-a Lisa                               | Un sacré héritage                         | MABF17             |
| 467 | 3  | Bart-ball                                 | MoneyBART                                 | Parties honteuses                         | MABF18             |
| 468 | 4  | Simpson Horror Show XXI                   | Treehouse of Horror XXI                   | Spécial d’Halloween XXI                   | MABF16             |
| 469 | 5  | Pas comme ma mère                         | Lisa Simpson, This Isn't Your Life        | Personne ne touche à la vie de Lisa       | MABF20             |
| 470 | 6  | Ce fou d'Monty                            | The Fool Monty                            | Le Monty coune                            | NABF01             |
| 471 | 7  | Combien pour cet oiseau dans la vitrine ? | How Munched is That Birdie in the Window? | Pigeon voyageur : Terminus                | NABF02             |
| 472 | 8  | La Bataille de Noël                       | The Fight Before Christmas                | Lard de la guerre                         | MABF22             |
| 473 | 9  | Gym Tony                                  | Donnie Fatso                              | Gros Merda                                | MABF19             |
| 474 | 10 | Faux Amis                                 | Moms I'd Like to Forget                   | Maman et ces amis passe une belle journée | NABF03             |
| 475 | 11 | Moe n'en loupe pas une                    | Flaming Moe                               | Ho-Moe                                    | NABF04             |
| 476 | 12 | Homer le père                             | Homer the Father                          | Émission polluante                        | NABF05             |
| 477 | 13 | Le Bleu et le Gris                        | The Blue and the Gray                     | Le gris m'donne les bleus                 | NABF06             |
| 478 | 14 | Papa furax : le film                      | Angry Dad: The Movie                      | Su-Père Choqué, le film                   | NABF07             |
| 479 | 15 | Les Langues du scorpion                   | The Scorpion's Tale                       | Le bonheur est dans le pré                | NABF08             |
| 480 | 16 | Le Songe d'un ennui d'été                 | A Midsummer's Nice Dreams                 | Le monde est moins stone                  | NABF09             |
| 481 | 17 | L'Amour à couper le souffle               | Love is a Many-Strangled Thing            | L'étrangleur de Springfield               | NABF10             |
| 482 | 18 | La Grande Simpsina                        | The Great Simpsina                        | La grande Simpsina                        | NABF11             |
| 483 | 19 | La Vraie Femme de Gros Tony               | The Real Housewives of Fat Tony           | Maîtresse, décolle!                       | NABF12             |
| 484 | 20 | Homer aux mains d'argent                  | Homer Scissorhands                        | Le barbier de Springfield                 | NABF13             |
| 485 | 21 | 500 clés                                  | 500 Keys                                  | Les 500 clés                              | NABF14             |
| 486 | 22 | La Pêche au Ned                           | The Ned-liest Catch                       | Edna, il l'a                              | NABF15             |

### Saison 23 (2011-2012)
Diffusée aux États-Unis entre le 25 septembre 2011 et le 20 mai 2012, cette saison comprend vingt-deux épisodes. L'audience de la 23e saison a une moyenne de 8,08 millions de téléspectateurs aux États-Unis.
| №   | #  | Titre français                                  | Titre original                                    | Titre québécois                   | Code de production |
| --- | -- | ----------------------------------------------- | ------------------------------------------------- | --------------------------------- | ------------------ |
| 487 | 1  | Mémoire effacée                                 | The Falcon and the D'ohman                        | Les D'oh-gereux                   | NABF16             |
| 488 | 2  | L'important, c'est les Roosevelt                | Bart Stops to Smell the Roosevelts                | L'étoffe des Théo                 | NABF17             |
| 489 | 3  | Simpson Horror Show XXII                        | Treehouse of Horror XXII                          | Spécial d'Halloween XXII          | NABF19             |
| 490 | 4  | Remplaçable                                     | Replaceable You                                   | Ouate de phoque                   | NABF21             |
| 491 | 5  | La Gourmète                                     | The Food Wife                                     | La clique sur un plateau d'argent | NABF20             |
| 492 | 6  | Le Coup du bouquin                              | The Book Job                                      | Plan fouéreux                     | NABF22             |
| 493 | 7  | Homer homme d'affaires                          | The Man in the Blue Flannel Pants                 | Mad Démène                        | PABF01             |
| 494 | 8  | La Solution à 10 %                              | The Ten-Per-Cent Solution                         | Son dix pour cent                 | PABF02             |
| 495 | 9  | Le Futur passé                                  | Holidays of Future Passed                         | Un Noël du futur antérieur        | NABF18             |
| 496 | 10 | Politiquement inepte                            | Politically Inept, With Homer Simpson             | À droite, toute!                  | PABF03             |
| 497 | 11 | Le Rest'oh social                               | The D'oh-cial Network                             | Le réseau d'oh-cial               | PABF04             |
| 498 | 12 | Ne mélangez pas les torchons et les essuie-bars | Moe Goes From Rags To Riches                      | Chique la guenille                | PABF05             |
| 499 | 13 | Premier amour                                   | The Daughter Also Rises                           | La jeune fille et la mère         | PABF06             |
| 500 | 14 | Enfin la liberté                                | At Long Last Leave                                | Enfin, ils partent                | PABF07             |
| 501 | 15 | Bart pose un lapin                              | Exit Through the Kwik-E-Mart                      | Festival de Cannes                | PABF09             |
| 502 | 16 | Problèmes gênants                               | How I Wet Your Mother                             | J'ai mouillé ta mère              | PABF08             |
| 503 | 17 | Aïe, robot !                                    | Them, Robot                                       | Messieurs les robots              | PABF10             |
| 504 | 18 | Un enfant ça trompe énormément                  | Beware My Cheating Bart                           | Le d'oh-réat                      | PABF11             |
| 505 | 19 | Un truc super à ne jamais refaire               | A Totally Fun Thing That Bart Will Never Do Again | La croisière s'abuse              | PABF12             |
| 506 | 20 | L'Espion qui m'aidait                           | The Spy Who Learned Me                            | Bons baisers de Springfield       | PABF13             |
| 507 | 21 | Les Ned et Edna unis                            | Ned 'N Edna's Blend                               | Un mariage et deux ajustements    | PABF15             |
| 508 | 22 | Lisa devient Gaga                               | Lisa Goes Gaga                                    | Lisa vire Gaga                    | PABF14             |

### Saison 24 (2012-2013)
Diffusée aux États-Unis entre le 30 septembre 2012 et le 19 mai 2013, cette saison comprend vingt-deux épisodes :
| №   | #  | Titre français                    | Titre original                  | Titre québécois                 | Code de production |
| --- | -- | --------------------------------- | ------------------------------- | ------------------------------- | ------------------ |
| 509 | 1  | À la recherche de l'ex            | Moonshine River                 | Zirconias cubiques sur canapé   | PABF21             |
| 510 | 2  | Simpson Horror Show XXIII         | Treehouse of Horror XXIII       | Spécial d'Halloween XXIII       | PABF17             |
| 511 | 3  | Naître ou ne pas naître           | Adventures in Baby-Getting      | Bisous de famille               | PABF18             |
| 512 | 4  | Gone Papi Gone                    | Gone Abie Gone                  | Le mari de la chanteuse         | PABF16             |
| 513 | 5  | Dan le bouclier                   | Penny Wiseguys                  | Vire-capo                       | PABF19             |
| 514 | 6  | L'Arbre miraculeux                | A Tree Grows in Springfield     | L'arbre qui plantait des hommes | PABF22             |
| 515 | 7  | La Cool Attitude                  | The Day the Earth Stood Cool    | Parents biologiques             | PABF20             |
| 516 | 8  | Nom d'un chien                    | To Cur with Love                | Un après-midi de chien          | RABF01             |
| 517 | 9  | Homer entre en prépa              | Homer Goes to Prep School       | Apocalypse t'à l'heure          | RABF02             |
| 518 | 10 | Un test avant d'essayer           | A Test Before Trying            | Monsieur Lhabart                | RABF03             |
| 519 | 11 | À tuteur-tuteur ennemi            | The Changing of the Guardian    | La relève de la garde           | RABF04             |
| 520 | 12 | Les Aléas de l'amour              | Love Is a Many-Splintered Thing | L'amour est dans le champ       | RABF07             |
| 521 | 13 | Adulte une fois                   | Hardly Kirk-ing                 | Capitaine Mini-Kirk             | RABF05             |
| 522 | 14 | Charmeur grand-père               | Gorgeous Grampa                 | Grand-p'pa le magnifique        | RABF06             |
| 523 | 15 | Au beurre noir                    | Black-Eyed, Please              | Un poing c'est tout             | RABF09             |
| 524 | 16 | Super Zéro                        | Dark Knight Court               | Le chevalier gris               | RABF10             |
| 525 | 17 | Ce que veulent les femmes animées | What Animated Women Want        | Ce que femme de BD veut         | RABF08             |
| 526 | 18 | Pinaise fiction                   | Pulpit Friction                 | Prêtre, pas prêtre, j'y vais    | RABF11             |
| 527 | 19 | Whisky Bizness                    | Whiskey Business                | L'habit fait pas le Moe         | RABF13             |
| 528 | 20 | Un talent caché                   | The Fabulous Faker Boy          | La leçon de pia-d'oh            | RABF12             |
| 529 | 21 | La Saga de Carl                   | The Saga of Carl                | La saga de Carl                 | RABF14             |
| 530 | 22 | Les Dangers du train              | Dangers on a Train              | On prend toujours un train      | RABF17             |

### Saison 25 (2013-2014)
Diffusée aux États-Unis entre le 29 septembre 2013 et le 18 mai 2014, cette saison comprend vingt-deux épisodes :
| №   | #  | Titre français                   | Titre original                        | Titre québécois                       | Code de production |
| --- | -- | -------------------------------- | ------------------------------------- | ------------------------------------- | ------------------ |
| 531 | 1  | Homerland                        | Homerland                             | Homerland                             | RABF20             |
| 532 | 2  | Simpson Horror Show XXIV         | Treehouse of Horror XXIV              | Spécial d'Halloween XXIV              | RABF16             |
| 533 | 3  | Quatre regrets et un enterrement | Four Regrettings and a Funeral        | Quatre regrets et un enterrement      | RABF18             |
| 534 | 4  | On ne vit qu'une fois            | YOLO                                  | Homme de peu de fois                  | RABF22             |
| 535 | 5  | L'Instinct paternel              | Labor Pains                           | Poupons, Poupounes et pompons         | RABF19             |
| 536 | 6  | Belle Lisa ou Isabelle           | The Kid is All Right                  | Élection Douloureuse                  | SABF02             |
| 537 | 7  | Bart se fait avoir               | Yellow Subterfuge                     | Vain Skinner sous les mers            | SABF04             |
| 538 | 8  | Noël blanc                       | White Christmas Blues                 | Le blues du Noël blanc                | SABF01             |
| 539 | 9  | Piratez cet épisode              | Steal This Episode                    | Piratez cet épisode                   | SABF05             |
| 540 | 10 | Le Mariage du blob               | Married to the Blob                   | Le taon, la brute et le croulant      | SABF03             |
| 541 | 11 | Vu à la télé                     | Specs and the City                    | Tigre et gnochon                      | SABF06             |
| 542 | 12 | Diggs                            | Diggs                                 | Mon ami Diggs                         | SABF08             |
| 543 | 13 | L'Homme qui en voulait trop      | The Man Who Grew Too Much             | L'homme qui plantait des gènes        | SABF07             |
| 544 | 14 | Un hiver de rêve                 | The Winter of His Content             | L'âge de raison                       | SABF09             |
| 545 | 15 | La Guerre de l'art               | The War of Art                        | Lard de la guerre                     | SABF10             |
| 546 | 16 | Joue pas les arbitres            | You Don't Have to Live Like a Referee | Mon père, ce héros au sifflet si doux | SABF11             |
| 547 | 17 | Luca$                            | Luca$                                 | Luca$                                 | SABF12             |
| 548 | 18 | Le Futur Avenir                  | Days of Future Future                 | Les lendemains de l'avenir            | SABF13             |
| 549 | 19 | Bart fait des bébés              | What to Expect When Bart's Expecting  | Fertilisation in verrat               | SABF14             |
| 550 | 20 | Embrique-moi                     | Brick Like Me                         | Une autre brique dans le mur          | RABF21             |
| 551 | 21 | La Fête de quartier / Pay Pal    | Pay Pal                               | Guerre et pais                        | SABF15             |
| 552 | 22 | Le Prix de la lâcheté            | The Yellow Badge of Cowardge          | L'opéra d'un pissou                   | SABF18             |

### Saison 26 (2014-2015)
Diffusée aux États-Unis entre le 28 septembre 2014 et le 17 mai 2015, cette saison comprend vingt-deux épisodes :
| №   | #  | Titre français                      | Titre original                | Titre québécois                | Code de production |
| --- | -- | ----------------------------------- | ----------------------------- | ------------------------------ | ------------------ |
| 553 | 1  | Le Cafard du clown                  | Clown in the Dumps            | Le clown est pouishe           | SABF20             |
| 554 | 2  | Le Naufrage des relations           | The Wreck of the Relationship | Le naufrage du Thérapeutitanic | SABF17             |
| 555 | 3  | Super franchise-moi                 | Super Franchise Me            | En toute franchise             | SABF19             |
| 556 | 4  | Simpson Horror Show XXV             | Treehouse of Horror XXV       | Spécial d'Halloween XXV        | SABF21             |
| 557 | 5  | Fric-frack                          | Opposites A-Frack             | Fracture du cœur               | SABF22             |
| 558 | 6  | Simpsorama                          | Simpsorama                    | Simpsorama                     | SABF16             |
| 559 | 7  | Drôle de camping                    | Blazed and Confused           | Le bûcher des vérités          | TABF01             |
| 560 | 8  | Covercraft                          | Covercraft                    | Covercraft                     | TABF02             |
| 561 | 9  | Pas chez soi pour Noël              | I Won't Be Home for Christmas | D'où viens tu Homè-re          | TABF03             |
| 562 | 10 | L'Homme qui vint pour être le dîner | The Man Who Came to Be Dinner | La trouille du cosmos          | RABF15             |
| 563 | 11 | Le Nouvel Ami de Bart               | Bart's New Friend             | Dix ans fermes                 | TABF05             |
| 564 | 12 | Le Musk qui venait d'ailleurs       | The Musk Who Fell to Earth    | La tesla qui venait du ciel    | TABF04             |
| 565 | 13 | Grand et Fort                       | Walking Big & Tall            | Tailles et têtes fortes        | TABF06             |
| 566 | 14 | Taxi Girl                           | My Fare Lady                  | Sainte-uber express            | TABF07             |
| 567 | 15 | Le Baby-sitter                      | The Princess Guide            | La princesse et la grenouille  | TABF08             |
| 568 | 16 | Police du ciel                      | Sky Police                    | Cartes du ciel                 | TABF09             |
| 569 | 17 | Le Nouveau Duffman                  | Waiting for Duffman           | En attendant Duffman           | TABF10             |
| 570 | 18 | Maman Bulldozer                     | Peeping Mom                   | Big Mother vous regarde        | TABF11             |
| 571 | 19 | Les enfants se battent bien         | The Kids Are All Fight        | Recherche et développement     | TABF12             |
| 572 | 20 | Les Vieux Coucous                   | Let's Go Fly a Coot           | Fête des pairs                 | TABF13             |
| 573 | 21 | Brute de brute                      | Bull-E                        | Voyou donc!                    | TABF15             |
| 574 | 22 | Math elle aime                      | Mathlete's Feat               | Les Pieds de Mathlètes         | TABF16             |

### Saison 27 (2015-2016)
Diffusée aux États-Unis entre le 27 septembre 2015 et le 22 mai 2016, cette saison comprend vingt-deux épisodes :
| №   | #  | Titre français                             | Titre original                        | Titre québécois                               | Code de production |
| --- | -- | ------------------------------------------ | ------------------------------------- | --------------------------------------------- | ------------------ |
| 575 | 1  | Le Rêve de tout homme                      | Every Man's Dream                     | Le Rêve de tout homme jaune                   | TABF14             |
| 576 | 2  | Enquête fumeuse                            | Cue Detective                         | Bart-becue détective                          | TABF17             |
| 577 | 3  | Manque de taffe                            | Puffless                              | Les Fumistes                                  | TABF19             |
| 578 | 4  | Halloween d'horreur                        | Halloween of Horror                   | Terreur sur la personne                       | TABF22             |
| 579 | 5  | Simpson Horror Show XXVI                   | Treehouse of Horror XXVI              | Spécial d'Halloween XXVI                      | TABF18             |
| 580 | 6  | Une amie précieuse                         | Friend with Benefit                   | Amie bénéficitaire                            | TABF21             |
| 581 | 7  | Lisa avec un s                             | Lisa with an 'S'                      | Lisa avec un « S »                            | TABF20             |
| 582 | 8  | Les Chemins de la gloire                   | Paths of Glory                        | Quinze minutes de gloire                      | VABF01             |
| 583 | 9  | Enfantin                                   | Barthood                              | Jeunesse d'aujourd'hui                        | VABF02             |
| 584 | 10 | Code fille                                 | The Girl Code                         | Les Codes des femmes                          | VABF03             |
| 585 | 11 | Ados mutants à cause du lait               | Teenage Mutant Milk-Caused Hurdles    | Lait à faire peur                             | VABF04             |
| 586 | 12 | Beaucoup d'Apu pour un seul bien           | Much Apu About Something              | Apu de souffle                                | VABF05             |
| 587 | 13 | L'amour est dans le N2-O2-Ar-CO2-Ne-He-CH4 | Love Is in the N2-O2-Ar-CO2-Ne-He-CH4 | Y'a de l'amour dans le N2-O2-Ar-CO2-Ne-He-CH4 | VABF07             |
| 588 | 14 | Chagrin constant                           | Gal of Constant Sorrow                | Une guitare dans le garde-robe                | VABF06             |
| 589 | 15 | Lisa vétérinaire                           | Lisa the Veterinarian                 | Lisa, apprentie vétérinaire                   | VABF08             |
| 590 | 16 | Les Chroniques Marge-iennes                | The Marge-ian Chronicles              | Les Chroniques Margi-ennes                    | VABF09             |
| 591 | 17 | La Cage au fol                             | The Burns Cage                        | La cage aux Burns                             | VABF10             |
| 592 | 18 | Lisa retrouve Marge                        | How Lisa Got Her Marge Back           | Vivre dans la Marge                           | VABF11             |
| 593 | 19 | Fland canyon                               | Fland Canyon                          | T'es-tu comme une mule ?                      | VABF12             |
| 594 | 20 | Souvenirs de Paris                         | To Courier with Love                  | L'Homme à la valise                           | VABF14             |
| 595 | 21 | Simprovise                                 | Simprovised                           | Simprovisation                                | VABF13             |
| 596 | 22 | L'orange est le nouveau jaune              | Orange Is the New Yellow              | Unité Meuf                                    | VABF15             |

### Saison 28 (2016-2017)
Diffusée aux États-Unis entre le 25 septembre 2016 et le 21 mai 2017, cette saison comprend vingt-deux épisodes :
| №   | #  | Titre français                    | Titre original               | Titre québécois                    | Code de production |
| --- | -- | --------------------------------- | ---------------------------- | ---------------------------------- | ------------------ |
| 597 | 1  | Souvenirs d'enfance               | Monty Burns' Fleeing Circus  | Revue cochonne                     | VABF20             |
| 598 | 2  | Amis et Famille                   | Friends and Family           | Vie-rtuelle de famille             | VABF18             |
| 599 | 3  | La Ville                          | The Town                     | Boston, Crime, Bye                 | VABF17             |
| 600 | 4  | Simpson Horror Show XXVII         | Treehouse of Horror XXVII    | Spécial d'Halloween XXVII          | VABF16             |
| 601 | 5  | Faites confiance mais clarifiez   | Trust But Clarify            | Poison-Clown                       | VABF21             |
| 602 | 6  | Amis mais pas trop                | There Will Be Buds           | Deux pères sans clic               | VABF22             |
| 603 | 7  | Week-end dingue à La Havane       | Havana Wild Weekend          | Havane de partir                   | VABF19             |
| 604 | 8  | La Paternité                      | Dad Behavior                 | Quel père, quel fils               | WABF01             |
| 605 | 9  | Une journée particulière          | The Last Traction Hero       | Fractures impayées                 | WABF03             |
| 606 | 10 | L'Étrange Noël de Krusty          | The Nightmare After Krustmas | L'Hébreu de Noël                   | WABF02             |
| 607 | 11 | Cochon de Burns                   | Pork and Burns               | Porc d'attache                     | WABF06             |
| 608 | 12 | Phatsby le Magnifique (Partie 1)  | The Great Phatsby: Part One  | Gatsburns le magnifique (Partie 1) | WABF04             |
| 609 | 13 | Phatsby le Magnifique (Partie 2)  | The Great Phatsby: Part Two  | Gatsburns le magnifique (Partie 2) | WABF05             |
| 610 | 14 | Fastcarraldo                      | Fatzcarraldo                 | Fitzcarr'eul'gros                  | WABF07             |
| 611 | 15 | Le Chapeau magique                | The Cat and the Hat          | Chapeau cloche et tête à claques   | WABF08             |
| 612 | 16 | Kamp Krusty                       | Kamp Krustier                | Le Krusty de camp                  | WABF09             |
| 613 | 17 | 22 pour 30                        | 22 for 30                    | Les Ti-counes du sport             | WABF10             |
| 614 | 18 | La Montre paternelle              | A Father's Watch             | Le Vieil Homme et l'amer           | WABF11             |
| 615 | 19 | Professeur Homer                  | Caper Chase                  | Le D'oh-ctorat                     | WABF12             |
| 616 | 20 | À la recherche de Mister Goodbart | Looking for Mr. Goodbart     | Bart cynique et Vieilles Dentelles | WABF13             |
| 617 | 21 | Le Blues de Moho                  | Moho House                   | Le Blues de Moho                   | WABF14             |
| 618 | 22 | Une ville de chiens               | Dogtown                      | Une ville de chiens                | WABF15             |

### Saison 29 (2017-2018)
Diffusée aux États-Unis entre le 1er octobre 2017 et le 20 mai 2018, cette saison comprend vingt-et-un épisodes :
| №   | #  | Titre français                         | Titre original                                   | Titre québécois                               | Code de production |
| --- | -- | -------------------------------------- | ------------------------------------------------ | --------------------------------------------- | ------------------ |
| 619 | 1  | Les Serfson                            | The Serfsons                                     | Les Serfson                                   | WABF17             |
| 620 | 2  | Springfield Splendor                   | Springfield Splendor                             | Bonsoir tristesse                             | WABF22             |
| 621 | 3  | Bébé siffleur                          | Whistler's Father                                | Travailler en sifflant                        | WABF16             |
| 622 | 4  | Simpson Horror Show XXVIII             | Treehouse of Horror XXVIII                       | Spécial d'Halloween XXVIII                    | WABF18             |
| 623 | 5  | Grand-père, tu m'entends ?             | Grampy Can Ya Hear Me                            | À bon entendeur                               | WABF19             |
| 624 | 6  | La Maire est bleue                     | The Old Blue Mayor She Ain't What She Used To Be | Maire supérieur                               | WABF20             |
| 625 | 7  | Chantons sur la piste                  | Singin' in the Lane                              | Grand Dalot et Petit Moe                      | WABF21             |
| 626 | 8  | L'Opus de Lisa                         | Mr. Lisa's Opus                                  | L'Opus de Monsieur Lisa                       | XABF01             |
| 627 | 9  | Porté disparu                          | Gone Boy                                         | Missile impossible                            | XABF02             |
| 628 | 10 | Ha-Ha Land                             | Haw-Haw Land                                     | Ha-Ha Land                                    | XABF03             |
| 629 | 11 | Professeur testeur                     | Frink Gets Testy                                 | Test in-Frink-tueux                           | XABF04             |
| 630 | 12 | Homer est là où n'est pas l'art        | Homer Is Where the Art Isn't                     | Enchères et en noces                          | XABF05             |
| 631 | 13 | Sans titre                             | 3 Scenes Plus a Tag from a Marriage              | Conseils de famille                           | XABF06             |
| 632 | 14 | La Peur du clown                       | Fears of a Clown                                 | L'Insoutenable Anxiété d'un clown             | XABF08             |
| 633 | 15 | Une bonne lecture ne reste pas impunie | No Good Read Goes Unpunished                     | L'Art de la guerre du lard                    | XABF07             |
| 634 | 16 | Punaise !                              | King Leer                                        | Sur le matelas                                | XABF10             |
| 635 | 17 | Lisa a le blues                        | Lisa Gets the Blues                              | Mes blues passent pus dans l'sax              | XABF11             |
| 636 | 18 | Pardon et Regret                       | Forgive and Regret                               | Non, je ne regrette pas grand-chose           | XABF09             |
| 637 | 19 | Un gaucher gauche                      | Left Behind                                      | À Dieu, monsieur le professeur                | XABF12             |
| 638 | 20 | À la santé des Danois                  | Throw Grampa from the Dane                       | Quelque chose de jauni au Royaume du Danemark | XABF13             |
| 639 | 21 | L'Échelle de Flanders                  | Flanders' Ladder                                 | Connexion inter-Ned                           | XABF14             |

### Saison 30 (2018-2019)
Diffusée aux États-Unis entre le 30 septembre 2018 et le 12 mai 2019, cette saison comprend vingt-trois épisodes :
| №   | #  | Titre français                                 | Titre original                     | Titre québécois                           | Code de production |
| --- | -- | ---------------------------------------------- | ---------------------------------- | ----------------------------------------- | ------------------ |
| 640 | 1  | Bart n'est pas mort                            | Bart's Not Dead                    | Bart n'est pas mort                       | XABF19             |
| 641 | 2  | Hôtel des cœurs brisés                         | Heartbreak Hotel                   | L'Hôtel des rêves brisés                  | XABF15             |
| 642 | 3  | Autoroute pour le paradis                      | My Way or the Highway to Heaven    | Tout le monde veut aller au ciel          | XABF17             |
| 643 | 4  | Simpson Horror Show XXIX                       | Treehouse of Horror XXIX           | Spécial d'Halloween XXIX                  | XABF16             |
| 644 | 5  | Autonhomer                                     | Baby You Can't Drive My Car        | Les Deux Mains sur le volant              | XABF18             |
| 645 | 6  | De Russie sans amour                           | From Russia Without Love           | Pas si bons baisers de Russie             | XABF20             |
| 646 | 7  | Maman travaille                                | Werking Mom                        | Queer chevelu                             | XABF21             |
| 647 | 8  | Krusty le clown                                | Krusty the Clown                   | Krusty complètement cirque                | XABF22             |
| 648 | 9  | Daddicus Finch                                 | Daddicus Finch                     | Pôpatticus Finch                          | YABF01             |
| 649 | 10 | C'est la trentième saison !                    | 'Tis the 30th Season               | La 30e saison est venue ce soir           | YABF02             |
| 650 | 11 | Le Petit Soldat de plomb                       | Mad About the Toy                  | Guerre, épais                             | YABF03             |
| 651 | 12 | La Fille dans le bus                           | The Girl on the Bus                | La Fille de l'autobus                     | YABF04             |
| 652 | 13 | Je sais danser en gros                         | I'm Dancing as Fat as I Can        | Danse ta vie, l'gros                      | YABF06             |
| 653 | 14 | Le clown reste sur la photo                    | The Clown Stays in the Picture     | Scènes de la vue conjugale                | YABF05             |
| 654 | 15 | 101 Réductions                                 | 101 Mitigations                    | Les feuilles mortes se ramassent en appel | YABF07             |
| 655 | 16 | Je te veux (elle est si lourde)                | I Want You (She's So Heavy)        | Marge à planche                           | YABF08             |
| 656 | 17 | Sports d'E-quipe                               | E My Sports                        | L'homme vit d'ESports                     | YABF09             |
| 657 | 18 | Bart contre Itchy et Scratchy                  | Bart vs. Itchy & Scratchy          | Bart contre Itchy et Scratchy             | YABF10             |
| 658 | 19 | Les Filles de l'orchestre                      | Girl's in the Band                 | La Passion de Lisa                        | YABF11             |
| 659 | 20 | Je suis juste une fille qui peut pas dire T'oh | I'm Just a Girl Who Can't Say D'oh | Demain matin, Springfield m'attend        | YABF12             |
| 660 | 21 | T'oh Canada                                    | D'oh Canada                        | D'oh Canada                               | YABF14             |
| 661 | 22 | Ki Ka Fé Ça                                    | Woo-Hoo Dunnit?                    | Vol au-dessus d'un nid de wou-hou         | YABF15             |
| 662 | 23 | Cristal Bleu Persuasion                        | Crystal Blue-Haired Persuasion     | Ma sorcière aux cheveux bleus             | YABF16             |

### Saison 31 (2019-2020)
Diffusée aux États-Unis entre le 29 septembre 2019 et le 17 mai 2020, cette saison comprend vingt-deux épisodes :
| №   | #  | Titre français                           | Titre original                           | Titre québécois                       | Code de production |
| --- | -- | ---------------------------------------- | ---------------------------------------- | ------------------------------------- | ------------------ |
| 663 | 1  | L'Hiver de nos contenus monétisés        | The Winter of Our Monetized Content      | 110 pour sang                         | YABF19             |
| 664 | 2  | Vise haut ou vise Homer                  | Go Big or Go Homer                       | Mentor, mentor                        | YABF21             |
| 665 | 3  | La Grosse Ligne bleue                    | The Fat Blue Line                        | Mise en portefeuille                  | YABF22             |
| 666 | 4  | Simpson Horror Show XXX                  | Treehouse of Horror XXX                  | Spécial d'Halloween XXX               | YABF18             |
| 667 | 5  | Les Gorilles sur le mât                  | Gorillas on the Mast                     | Gorille à tribord                     | YABF20             |
| 668 | 6  | Marge la bûcheronne                      | Marge the Lumberjill                     | Thérapie de coupe                     | ZABF02             |
| 669 | 7  | Vivre la pura vida                       | Livin La Pura Vida                       | Viva la pura vida                     | ZABF03             |
| 670 | 8  | Le Thanksgiving de l'horreur             | Thanksgiving of Horror                   | Un après-midi de dinde                | YABF17             |
| 671 | 9  | Todd, Todd, pourquoi m'as-tu abandonné ? | Todd, Todd, Why Hast Thou Forsaken Me?   | L'enfer, c'est eux autres             | ZABF04             |
| 672 | 10 | Bobby, il fait froid dehors              | Bobby, It's Cold Outside                 | Entre le Bob et l'âne gris            | ZABF01             |
| 673 | 11 | Gloire aux dents                         | Hail to the Teeth                        | Broche, broche tes dents              | ZABF05             |
| 674 | 12 | La Malédiction de Lisa Simpson           | The Miseducation of Lisa Simpson         | Échec et maths                        | ZABF06             |
| 675 | 13 | Frinkcoin                                | Frinkcoin                                | Chaîne de bolles                      | ZABF07             |
| 676 | 14 | Bart le méchant                          | Bart the Bad Guy                         | À Thor et à travers                   | ZABF08             |
| 677 | 15 | Sans écran                               | Screenless                               | Capture d'écrans                      | ZABF09             |
| 678 | 16 | Mieux sans Ned                           | Better Off Ned                           | Odieux guide                          | ZABF11             |
| 679 | 17 | Droit au puits                           | Highway to Well                          | Ent'deux joints                       | ZABF10             |
| 680 | 18 | L'Incroyable Légèreté d'être un bébé     | The Incredible Lightness of Being a Baby | L'Insoutenable Légèreté de la suce    | YABF13             |
| 681 | 19 | Prêtres en guerre                        | Warrin' Priests                          | Prêtre, pas prête, j'y vas            | ZABF12             |
| 682 | 20 | Prêtres en guerre (Partie 2)             | Warrin' Priests Part 2                   | Prêtre, pas prête, j'y vas (Partie 2) | ZABF13             |
| 683 | 21 | Les Sales Huit ans                       | The Hateful Eight-Year-Olds              | Le dîner de Lisa                      | ZABF14             |
| 684 | 22 | À la façon du chien                      | The Way of the Dog                       | Renne du foyer                        | ZABF16             |

### Saison 32 (2020-2021)
Diffusée aux États-Unis entre le 27 septembre 2020 et le 23 mai 2021, cette saison comprend vingt-deux épisodes :
| №   | #  | Titre français                                              | Titre original                               | Titre québécois                                 | Code de production |
| --- | -- | ----------------------------------------------------------- | -------------------------------------------- | ----------------------------------------------- | ------------------ |
| 685 | 1  | Burns infiltré                                              | Undercover Burns                             | Le milionnaire masqué                           | ZABF19             |
| 686 | 2  | Aïe, Carumbus                                               | I, Carumbus                                  | Aïe, Carambus                                   | ZABF18             |
| 687 | 3  | Non, musée, ne fais pas ça                                  | Now Museum, Now You Don't                    | Histoire de lard                                | ZABF21             |
| 688 | 4  | Simpson Horror Show XXXI                                    | Treehouse of Horror XXXI                     | Spécial d'Halloween XXXI                        | ZABF17             |
| 689 | 5  | Sept Bières de réflexion                                    | The 7 Beer Itch                              | Pour le meilleur et pour la bière               | ZABF15             |
| 690 | 6  | Podcast News                                                | Podcast News                                 | Dans mon balado                                 | ZABF22             |
| 691 | 7  | Trois rêves qui s'effondrent                                | Three Dreams Denied                          | Les joies du sax                                | QABF02             |
| 692 | 8  | La Route de Cincinnati                                      | The Road to Cincinnati                       | Cincinnati, nous voici !                        | ZABF20             |
| 693 | 9  | Pas d'excuse                                                | Sorry Not Sorry                              | Désœuvré, libéré                                | QABF01             |
| 694 | 10 | Un Noël d'été à Springfield                                 | A Springfield Summer Christmas for Christmas | Un beau Noël du campeur à Springfield pour Noël | QABF03             |
| 695 | 11 | Envie de paternité                                          | The Dad-Feelings Limited                     | Cœur de père                                    | QABF04             |
| 696 | 12 | Reine du journal intime                                     | Diary Queen                                  | Journal indigne                                 | QABF05             |
| 697 | 13 | Objectif fric                                               | Wad Goals                                    | La grosse liasse                                | QABF06             |
| 698 | 14 | Yokel Hero                                                  | Yokel Hero                                   | Mille après mille je suis riche                 | QABF07             |
| 699 | 15 | Est-ce que les bots de pizza rêvent de guitare électrique ? | Do Pizza Bots Dream of Electric Guitars      | Quatre morceaux de robots                       | QABF08             |
| 700 | 16 | Phénomènes paranormaux                                      | Manger Things                                | Le moron de Noël                                | QABF09             |
| 701 | 17 | Femmes à l'état brut                                        | Uncut Femmes                                 | Une Marge sous influence                        | QABF10             |
| 702 | 18 | Les Rois du burger                                          | Burger Kings                                 | Effet Bœuf                                      | QABF11             |
| 703 | 19 | Panique dans les rues de Springfield                        | Panic on the Streets of Springfield          | Mistral grano                                   | QABF12             |
| 704 | 20 | Retrouvailles mère-fille                                    | Mother and Child Reunion                     | Un tarot de lousse                              | QABF14             |
| 705 | 21 | Code G.R.A.N.D.-P.È.R.E.                                    | The Man from G.R.A.M.P.A.                    | Bons baisers de Springfield                     | QABF13             |
| 706 | 22 | Le Dernier Combattant de bar                                | The Last Barfighter                          | Le goût de l'eau                                | QABF15             |

### Saison 33 (2021-2022)
Diffusée aux États-Unis entre le 26 septembre 2021 et le 22 mai 2022, cette saison comprend vingt-deux épisodes :
| №   | #  | Titre français                                                             | Titre original                                                           | Titre québécois                                                             | Code de production |
| --- | -- | -------------------------------------------------------------------------- | ------------------------------------------------------------------------ | --------------------------------------------------------------------------- | ------------------ |
| 707 | 1  | La Star des coulisses                                                      | The Star of the Backstage                                                | J'aurais voulu être un régisseur                                            | QABF17             |
| 708 | 2  | Bart est en prison                                                         | Bart's in Jail!                                                          | Le Bart du pénitencier                                                      | QABF18             |
| 709 | 3  | Simpson Horror Show XXXII                                                  | Treehouse of Horror XXXII                                                | Spécial d'Halloween XXXII                                                   | QABF16             |
| 710 | 4  | Comment nous étions                                                        | The Wayz We Were                                                         | Chacun son chemin                                                           | QABF19             |
| 711 | 5  | Le Ventre de Lisa                                                          | Lisa's Belly                                                             | Vite sur la grassette                                                       | QABF20             |
| 712 | 6  | Un sérieux Flanders (Partie 1)                                             | A Serious Flanders (Part One)                                            | Un sérieux Flanders (Partie 1)                                              | QABF21             |
| 713 | 7  | Un sérieux Flanders (Partie 2)                                             | A Serious Flanders (Part Two)                                            | Un sérieux Flanders (Partie 2)                                              | QABF22             |
| 714 | 8  | Portrait du jeune homme en feu                                             | Portrait of a Lackey on Fire                                             | Les feux (toxiques) de l'amour                                              | UABF01             |
| 715 | 9  | Les Mères et les Autres Étrangers                                          | Mothers and Other Strangers                                              | Je voudrais voir la mère                                                    | UABF02             |
| 716 | 10 | Maggie et les Gangsters                                                    | A Made Maggie                                                            | Maggie, Inc.                                                                | UABF03             |
| 717 | 11 | Une Marge interminable                                                     | The Longest Marge                                                        | Deuxième essai et Marge                                                     | UABF05             |
| 718 | 12 | Seuls et tous pixélisés                                                    | Pixelated and Afraid                                                     | Mariés et tout nus                                                          | UABF04             |
| 719 | 13 | Les Hauteurs de l'horreur                                                  | Boyz N the Highland                                                      | Martin préfère la marche                                                    | UABF06             |
| 720 | 14 | Vous ne devinez pas de quoi parle cet épisode - L'acte trois vous choquera | You Won't Believe What This Episode Is About - Act Three Will Shock You! | Vous ne croirez jamais de quoi parle cet épisode ! L'acte 3 va vous choquer | UABF07             |
| 721 | 15 | Bart le gamin cool                                                         | Bart the Cool Kid                                                        | Moi, mes souliers ....                                                      | UABF08             |
| 722 | 16 | Pieuse Menteuse                                                            | Pretty Whittle Liar                                                      | Génie dans l'herbe                                                          | UABF09             |
| 723 | 17 | La Musique de Gingivite                                                    | The Sound of Bleeding Gums                                               | Un air de gingivite                                                         | UABF10             |
| 724 | 18 | Mon poulpe et un professeur                                                | My Octopus and a Teacher                                                 | Mon céphalopode bien-aimé                                                   | UABF11             |
| 725 | 19 | Les filles veulent s'amuser                                                | Girls Just Shauna Have Fun                                               | Shauna donc du plaisir                                                      | UABF12             |
| 726 | 20 | Marge la brute                                                             | Marge the Meanie                                                         | Plan de Marge                                                               | UABF15             |
| 727 | 21 | Viande = Meurtre                                                           | Meat Is Murder                                                           | Moi, j'm la vengeance                                                       | UABF13             |
| 728 | 22 | Rock à la maison des pauvres                                               | Poorhouse Rock                                                           | Ce n'était qu'un rêve (américain)                                           | UABF14             |

### Saison 34 (2022-2023)
Diffusée aux États-Unis entre le 25 septembre 2022 et le 21 mai 2023 cette saison comprend vingt-deux épisodes :
| №   | #  | Titre français                                | Titre original                                  | Titre québécois                     | Code de production |
| --- | -- | --------------------------------------------- | ----------------------------------------------- | ----------------------------------- | ------------------ |
| 729 | 1  | Habeas Tortue                                 | Habeas Tortoise                                 | Habeas Tortue                       | UABF16             |
| 730 | 2  | Lisa en colère                                | One Angry Lisa                                  | Une Lisa en colère                  | UABF19             |
| 731 | 3  | Lisa la scout                                 | Lisa the Boy Scout                              | Lisa chez les scouts                | UABF21             |
| 732 | 4  | Le Roi de la gentillesse                      | The King of Nice                                | Heille, heille, bonjour !           | UABF20             |
| 733 | 5  | Pas ça                                        | Not It                                          | Pas ça                              | UABF17             |
| 734 | 6  | Simpson Horror Show XXXIII                    | Treehouse of Horror XXXIII                      | Spécial d'Halloween XXXIII          | UABF18             |
| 735 | 7  | De la bière à la paternité                    | From Beer to Paternity                          | Bière manquante, fille manquée      | OABF01             |
| 736 | 8  | Demi-frère de la même planète                 | Step Brother from the Same Planet               | Les demi-frères ennemis             | UABF22             |
| 737 | 9  | Quand Nelson rencontre Lisa                   | When Nelson Met Lisa                            | Quand Nelson rencontre Lisa         | OABF02             |
| 738 | 10 | Le jeu a changé                               | Game Done Changed                               | Le jeu doit rester un jeu           | OABF03             |
| 739 | 11 | Crise de hockey                               | Top Goon                                        | Top Goon                            | OABF04             |
| 740 | 12 | Ma vie en vlog                                | My Life as a Vlog                               | Canal Famille                       | OABF05             |
| 741 | 13 | Les Saints de Springfield                     | The Many Saints of Springfield                  | La Santa Famiglia Di Springfield    | OABF06             |
| 742 | 14 | Carl Carlson et le Rodéo                      | Carl Carlson Rides Again                        | La légende de Carl Carlson          | OABF07             |
| 743 | 15 | Sans Bart                                     | Bartless                                        | Ma vie sans Bart                    | OABF08             |
| 744 | 16 | Kirk la Menace                                | Hostile Kirk Place                              | Le Kirk a ses raisons               | OABF09             |
| 745 | 17 | Jeu de quilles                                | Pin Gal                                         | Devoir de réserve                   | OABF10             |
| 746 | 18 | La Guerre des fans                            | Fan-ily Feud                                    | Où sont les fans ?                  | OABF11             |
| 747 | 19 | Annule cet épisode                            | Write Off This Episode                          | Crédit d'impôt pour épisode         | OABF12             |
| 748 | 20 | Les Chenilles très affamées                   | The Very Hungry Caterpillars                    | Ça va bien aller                    | OABF14             |
| 749 | 21 | Clown contre ministère de l'Éducation         | Clown V. Board of Education                     | Krustyssion scolaire                | OABF15             |
| 750 | 22 | Les Aventures d'Homer à travers le pare-brise | Homer's Adventures Through the Windshield Glass | Homer de l'autre côté du pare-brise | OABF13             |

### Saison 35 (2023-2024)
Diffusée aux États-Unis entre le 1er octobre 2023 et le 19 mai 2024 cette saison comprend dix-huit épisodes :
| №   | #  | Titre français                                           | Titre original                      | Titre québécois                   | Code de production |
| --- | -- | -------------------------------------------------------- | ----------------------------------- | --------------------------------- | ------------------ |
| 751 | 1  | Homer passeur scolaire                                   | Homer's Crossing                    | La traversée du Homer             | OABF18             |
| 752 | 2  | Songe d'une nuit d'enfance                               | A Mid-Childhood Night's Dream       | Songe d'une crise de foie         | OABF16             |
| 753 | 3  | Maison de maître et femme                                | McMansion & Wife                    | Les douze travaux des voisins     | OABF20             |
| 754 | 4  | Le Piège de la soif : Une histoire d'amour en entreprise | Thirst Trap: A Corporate Love Story | Soif de pouvoir                   | OABF21             |
| 755 | 5  | Simpson Horror Show XXXIV                                | Treehouse of Horror XXXIV           | Spécial d'Halloween XXXIV         | OABF17             |
| 756 | 6  | Iron Marge                                               | Iron Marge                          | Espions en herbe                  | OABF22             |
| 757 | 7  | Une vie pleine de gaffes                                 | It's a Blunderful Life              | Les gaffes du gros gars gonflé    | OABF19             |
| 758 | 8  | La Romance de Bonny                                      | AE Bonny Romance                    | Un coup dans l'Écosse             | 35ABF02            |
| 759 | 9  | Meurtre en eaux troubles                                 | Murder, She Boat                    | Menés en bateau                   | 35ABF04            |
| 760 | 10 | Fais ce qu'il ne faut pas faire                          | Do the Wrong Thing                  | Triche, mais triche égal          | 35ABF01            |
| 761 | 11 | Le Monstre de Frinkenstein                               | Frinkenstein's Monster              | Le monstre de Frinkenstein        | 35ABF03            |
| 762 | 12 | Lisa pro de la F1                                        | Lisa Gets an F1                     | Super Lisa Kart                   | 35ABF05            |
| 763 | 13 | Le Clan de la maman des cavernes                         | Clan of the Cave Mom                | La Marge des cavernes             | 35ABF06            |
| 764 | 14 | La Nuit du salaire minimum vital                         | Night of the Living Wage            | Libérée et livrée                 | 35ABF07            |
| 765 | 15 | Jour de crémation                                        | Cremains of the Day                 | Objectif l'urne                   | 35ABF09            |
| 766 | 16 | La Culotte révélatrice                                   | The Tell-Tale Pants                 | Les culottes qui en savaient trop | 35ABF10            |
| 767 | 17 | Le Problème des pourboires                               | The Tipping Point                   | Pour boire, il faut vendre        | 35ABF11            |
| 768 | 18 | Le Cerveau de Bart                                       | Bart's Brain                        | Bart's Brain                      | 35ABF12            |

### Saison 36 (2024-2025)
Diffusée aux États-Unis entre le 29 septembre 2024 et le 18 mai 2025 cette saison comprend vingt-deux épisodes
| №   | #  | Titre français                                               | Titre original                                               | Titre québécois          | Code de production |
| --- | -- | ------------------------------------------------------------ | ------------------------------------------------------------ | ------------------------ | ------------------ |
| 769 | 1  | L'Anniversaire de Bart                                       | Bart's Birthday                                              | Titre québécois inconnu  | 35ABF15            |
| 770 | 2  | Le Lotus jaune                                               | The Yellow Lotus                                             | Titre québécois inconnu  | 35ABF08            |
| 771 | 3  | Recherche Lisa désespérément                                 | Desperately Seeking Lisa                                     | Titre québécois inconnu  | 35ABF18            |
| 772 | 4  | Chaleur intenable                                            | Shoddy Heat                                                  | Titre québécois inconnu  | 35ABF16            |
| 773 | 5  | Simpson Horror Show XXXV                                     | Treehouse of Horror XXXV                                     | Spécial d'Halloween XXXV | 35ABF13            |
| 774 | 6  | Courts Métrages au féminin                                   | Women in Shorts                                              | Titre québécois inconnu  | 35ABF17            |
| 775 | 7  | Le Simpson Horror Show : Quelque chose de maléfique approche | Treehouse of Horror Presents: Simpsons Wicked This Way Comes | Titre québécois inconnu  | 35ABF14            |
| 776 | 8  | Air Confort                                                  | Convenience Airways                                          | Titre québécois inconnu  | 36ABF01            |
| 777 | 9  | Homer et ses sœurs                                           | Homer and Her Sisters                                        | Titre québécois inconnu  | 36ABF03            |
| 778 | 10 | Un Noël sous hypnose (Partie 1)                              | "O C'mon All Ye Faithful" (Part One)                         | Titre québécois inconnu  | 35ABF21            |
| 779 | 11 | Un Noël sous hypnose (Partie 2)                              | "O C'mon All Ye Faithful" (Part Two)                         | Titre québécois inconnu  | 35ABF22            |
| 780 | 12 | L'Homme qui volait trop                                      | The Man Who Flew Too Much                                    | Titre québécois inconnu  | 36ABF02            |
| 781 | 13 | L'Épisode de la bouteille                                    | Bottle Episode                                               | Titre québécois inconnu  | 36ABF04            |
| 782 | 14 | Past & Furious                                               | The Past and the Furious                                     | Titre québécois inconnu  | 35ABF19            |
| 783 | 15 | Les Flandshees d'Innersimpson                                | The Flandshees of Innersimpson                               | Titre québécois inconnu  | 36ABF05            |
| 784 | 16 | Le dernier à enfler                                          | The Last Man Expanding                                       | Titre québécois inconnu  | 36ABF06            |
| 785 | 17 | P.S. Je te déteste                                           | P.S., I Hate You                                             | Titre québécois inconnu  | 36ABF07            |
| 786 | 18 | Yellow Planet                                                | Yellow Planet                                                | Titre québécois inconnu  | 35ABF20            |
| 787 | 19 | La Ligue Abe de leur Moe                                     | Abe League of Their Moe                                      | Titre québécois inconnu  | 36ABF08            |
| 788 | 20 | Ragoût de mensonges                                          | Stew Lies                                                    | Titre québécois inconnu  | 36ABF09            |
| 789 | 21 | Cœur plein, piscine vide                                     | Full Heart, Empty Pool                                       | Titre québécois inconnu  | 36ABF10            |
| 790 | 22 | Des choses étranges                                          | Estranger Things                                             | Titre québécois inconnu  | 36ABF11            |